# Liste der Gemarkungen in Sachsen-Anhalt
Die Liste der Gemarkungen in Sachsen-Anhalt umfasst alle 1654 aktuellen Gemarkungen gemäß den Angaben des Landesamtes für Vermessung und Geoinformation Sachsen-Anhalt (LVermGeo).
Die Gemarkungsnummer beginnt mit der zweistelligen Länderkennung 15 für Sachsen-Anhalt. Danach folgt eine vierstellige Nummer für die einzelnen Gemarkungen. 

## Aktuelle Gemarkungen
| Gemarkungsschlüssel | Gemarkung                            | Gemeinde                        | Landkreis / kreisfreie Stadt |
| ------------------- | ------------------------------------ | ------------------------------- | ---------------------------- |
| 15 0001             | Altensalzwedel                       | Apenburg-Winterfeld, Flecken    | Altmarkkreis Salzwedel       |
| 15 0002             | Saalfeld                             | Apenburg-Winterfeld, Flecken    | Altmarkkreis Salzwedel       |
| 15 0094             | Winterfeld                           | Apenburg-Winterfeld, Flecken    | Altmarkkreis Salzwedel       |
| 15 0095             | Baars                                | Apenburg-Winterfeld, Flecken    | Altmarkkreis Salzwedel       |
| 15 0096             | Recklingen                           | Apenburg-Winterfeld, Flecken    | Altmarkkreis Salzwedel       |
| 15 0097             | Saalfeld-Winterfeld                  | Apenburg-Winterfeld, Flecken    | Altmarkkreis Salzwedel       |
| 15 0578             | Apenburg                             | Apenburg-Winterfeld, Flecken    | Altmarkkreis Salzwedel       |
| 15 0005             | Binde                                | Arendsee (Altmark), Stadt       | Altmarkkreis Salzwedel       |
| 15 0006             | Ritzleben                            | Arendsee (Altmark), Stadt       | Altmarkkreis Salzwedel       |
| 15 0023             | Fleetmark                            | Arendsee (Altmark), Stadt       | Altmarkkreis Salzwedel       |
| 15 0024             | Molitz                               | Arendsee (Altmark), Stadt       | Altmarkkreis Salzwedel       |
| 15 0025             | Lüge                                 | Arendsee (Altmark), Stadt       | Altmarkkreis Salzwedel       |
| 15 0026             | Saalfeld-Fleetmark                   | Arendsee (Altmark), Stadt       | Altmarkkreis Salzwedel       |
| 15 0035             | Kaulitz                              | Arendsee (Altmark), Stadt       | Altmarkkreis Salzwedel       |
| 15 0036             | Kerkau                               | Arendsee (Altmark), Stadt       | Altmarkkreis Salzwedel       |
| 15 0046             | Mechau                               | Arendsee (Altmark), Stadt       | Altmarkkreis Salzwedel       |
| 15 0056             | Rademin                              | Arendsee (Altmark), Stadt       | Altmarkkreis Salzwedel       |
| 15 0068             | Vissum                               | Arendsee (Altmark), Stadt       | Altmarkkreis Salzwedel       |
| 15 0069             | Schernikau                           | Arendsee (Altmark), Stadt       | Altmarkkreis Salzwedel       |
| 15 0139             | Arendsee                             | Arendsee (Altmark), Stadt       | Altmarkkreis Salzwedel       |
| 15 0140             | Genzien                              | Arendsee (Altmark), Stadt       | Altmarkkreis Salzwedel       |
| 15 0185             | Höwisch                              | Arendsee (Altmark), Stadt       | Altmarkkreis Salzwedel       |
| 15 0189             | Kläden                               | Arendsee (Altmark), Stadt       | Altmarkkreis Salzwedel       |
| 15 0191             | Kleinau                              | Arendsee (Altmark), Stadt       | Altmarkkreis Salzwedel       |
| 15 0192             | Lohne                                | Arendsee (Altmark), Stadt       | Altmarkkreis Salzwedel       |
| 15 0202             | Leppin                               | Arendsee (Altmark), Stadt       | Altmarkkreis Salzwedel       |
| 15 0212             | Neulingen                            | Arendsee (Altmark), Stadt       | Altmarkkreis Salzwedel       |
| 15 0220             | Sanne-Kerkuhn                        | Arendsee (Altmark), Stadt       | Altmarkkreis Salzwedel       |
| 15 0222             | Schrampe                             | Arendsee (Altmark), Stadt       | Altmarkkreis Salzwedel       |
| 15 0223             | Zießau                               | Arendsee (Altmark), Stadt       | Altmarkkreis Salzwedel       |
| 15 0229             | Thielbeer                            | Arendsee (Altmark), Stadt       | Altmarkkreis Salzwedel       |
| 15 0235             | Ziemendorf                           | Arendsee (Altmark), Stadt       | Altmarkkreis Salzwedel       |
| 15 0028             | Gischau                              | Beetzendorf                     | Altmarkkreis Salzwedel       |
| 15 0581             | Bandau                               | Beetzendorf                     | Altmarkkreis Salzwedel       |
| 15 0582             | Apenburg-Bandau                      | Beetzendorf                     | Altmarkkreis Salzwedel       |
| 15 0583             | Beetzendorf                          | Beetzendorf                     | Altmarkkreis Salzwedel       |
| 15 0584             | Audorf                               | Beetzendorf                     | Altmarkkreis Salzwedel       |
| 15 0585             | Gischau-Beetzendorf                  | Beetzendorf                     | Altmarkkreis Salzwedel       |
| 15 0598             | Hohentramm                           | Beetzendorf                     | Altmarkkreis Salzwedel       |
| 15 0599             | Audorf-Hohentramm                    | Beetzendorf                     | Altmarkkreis Salzwedel       |
| 15 0600             | Gischau-Hohentramm                   | Beetzendorf                     | Altmarkkreis Salzwedel       |
| 15 0604             | Jeeben                               | Beetzendorf                     | Altmarkkreis Salzwedel       |
| 15 0614             | Mellin                               | Beetzendorf                     | Altmarkkreis Salzwedel       |
| 15 0636             | Tangeln                              | Beetzendorf                     | Altmarkkreis Salzwedel       |
| 15 0007             | Bonese                               | Dähre                           | Altmarkkreis Salzwedel       |
| 15 0011             | Dähre                                | Dähre                           | Altmarkkreis Salzwedel       |
| 15 0012             | Dolsleben                            | Dähre                           | Altmarkkreis Salzwedel       |
| 15 0013             | Fahrendorf                           | Dähre                           | Altmarkkreis Salzwedel       |
| 15 0039             | Lagendorf                            | Dähre                           | Altmarkkreis Salzwedel       |
| 15 0040             | Holzhausen                           | Dähre                           | Altmarkkreis Salzwedel       |
| 15 0041             | Kortenbeck                           | Dähre                           | Altmarkkreis Salzwedel       |
| 15 0042             | Schmölau                             | Dähre                           | Altmarkkreis Salzwedel       |
| 15 0015             | Diesdorf                             | Diesdorf, Flecken               | Altmarkkreis Salzwedel       |
| 15 0016             | Abbendorf                            | Diesdorf, Flecken               | Altmarkkreis Salzwedel       |
| 15 0017             | Peckensen                            | Diesdorf, Flecken               | Altmarkkreis Salzwedel       |
| 15 0018             | Schadeberg                           | Diesdorf, Flecken               | Altmarkkreis Salzwedel       |
| 15 0019             | Waddekath                            | Diesdorf, Flecken               | Altmarkkreis Salzwedel       |
| 15 0047             | Mehmke                               | Diesdorf, Flecken               | Altmarkkreis Salzwedel       |
| 15 0048             | Wüllmersen                           | Diesdorf, Flecken               | Altmarkkreis Salzwedel       |
| 15 0049             | Neuekrug                             | Diesdorf, Flecken               | Altmarkkreis Salzwedel       |
| 15 0482             | Algenstedt                           | Gardelegen, Hansestadt          | Altmarkkreis Salzwedel       |
| 15 0483             | Berge                                | Gardelegen, Hansestadt          | Altmarkkreis Salzwedel       |
| 15 0484             | Breitenfeld                          | Gardelegen, Hansestadt          | Altmarkkreis Salzwedel       |
| 15 0485             | Estedt                               | Gardelegen, Hansestadt          | Altmarkkreis Salzwedel       |
| 15 0487             | Gardelegen                           | Gardelegen, Hansestadt          | Altmarkkreis Salzwedel       |
| 15 0488             | Hemstedt                             | Gardelegen, Hansestadt          | Altmarkkreis Salzwedel       |
| 15 0489             | Lüffingen                            | Gardelegen, Hansestadt          | Altmarkkreis Salzwedel       |
| 15 0491             | Hottendorf                           | Gardelegen, Hansestadt          | Altmarkkreis Salzwedel       |
| 15 0492             | Jävenitz                             | Gardelegen, Hansestadt          | Altmarkkreis Salzwedel       |
| 15 0493             | Trüstedt                             | Gardelegen, Hansestadt          | Altmarkkreis Salzwedel       |
| 15 0494             | Jeggau                               | Gardelegen, Hansestadt          | Altmarkkreis Salzwedel       |
| 15 0495             | Jerchel                              | Gardelegen, Hansestadt          | Altmarkkreis Salzwedel       |
| 15 0496             | Jeseritz                             | Gardelegen, Hansestadt          | Altmarkkreis Salzwedel       |
| 15 0497             | Kassieck                             | Gardelegen, Hansestadt          | Altmarkkreis Salzwedel       |
| 15 0499             | Kloster Neuendorf                    | Gardelegen, Hansestadt          | Altmarkkreis Salzwedel       |
| 15 0500             | Letzlingen                           | Gardelegen, Hansestadt          | Altmarkkreis Salzwedel       |
| 15 0501             | Lindstedt                            | Gardelegen, Hansestadt          | Altmarkkreis Salzwedel       |
| 15 0502             | Lindstedterhorst                     | Gardelegen, Hansestadt          | Altmarkkreis Salzwedel       |
| 15 0503             | Wollenhagen                          | Gardelegen, Hansestadt          | Altmarkkreis Salzwedel       |
| 15 0504             | Mieste                               | Gardelegen, Hansestadt          | Altmarkkreis Salzwedel       |
| 15 0506             | Wernitz                              | Gardelegen, Hansestadt          | Altmarkkreis Salzwedel       |
| 15 0508             | Peckfitz                             | Gardelegen, Hansestadt          | Altmarkkreis Salzwedel       |
| 15 0509             | Potzehne                             | Gardelegen, Hansestadt          | Altmarkkreis Salzwedel       |
| 15 0511             | Roxförde                             | Gardelegen, Hansestadt          | Altmarkkreis Salzwedel       |
| 15 0512             | Sachau                               | Gardelegen, Hansestadt          | Altmarkkreis Salzwedel       |
| 15 0514             | Seethen                              | Gardelegen, Hansestadt          | Altmarkkreis Salzwedel       |
| 15 0515             | Sichau                               | Gardelegen, Hansestadt          | Altmarkkreis Salzwedel       |
| 15 0516             | Solpke                               | Gardelegen, Hansestadt          | Altmarkkreis Salzwedel       |
| 15 0517             | Wannefeld                            | Gardelegen, Hansestadt          | Altmarkkreis Salzwedel       |
| 15 0519             | Wiepke                               | Gardelegen, Hansestadt          | Altmarkkreis Salzwedel       |
| 15 0520             | Zichtau                              | Gardelegen, Hansestadt          | Altmarkkreis Salzwedel       |
| 15 0549             | Schenkenhorst                        | Gardelegen, Hansestadt          | Altmarkkreis Salzwedel       |
| 15 0590             | Dannefeld                            | Gardelegen, Hansestadt          | Altmarkkreis Salzwedel       |
| 15 0608             | Köckte                               | Gardelegen, Hansestadt          | Altmarkkreis Salzwedel       |
| 15 0615             | Miesterhorst                         | Gardelegen, Hansestadt          | Altmarkkreis Salzwedel       |
| 15 0008             | Bornsen                              | Jübar                           | Altmarkkreis Salzwedel       |
| 15 0595             | Hanum                                | Jübar                           | Altmarkkreis Salzwedel       |
| 15 0605             | Jübar                                | Jübar                           | Altmarkkreis Salzwedel       |
| 15 0612             | Lüdelsen                             | Jübar                           | Altmarkkreis Salzwedel       |
| 15 0617             | Nettgau                              | Jübar                           | Altmarkkreis Salzwedel       |
| 15 0618             | Gladdenstedt                         | Jübar                           | Altmarkkreis Salzwedel       |
| 15 0619             | Wendischbrome                        | Jübar                           | Altmarkkreis Salzwedel       |
| 15 0620             | Böckwitz-Nettgau                     | Jübar                           | Altmarkkreis Salzwedel       |
| 15 0073             | Badel                                | Kalbe (Milde), Stadt            | Altmarkkreis Salzwedel       |
| 15 0074             | Thüritz                              | Kalbe (Milde), Stadt            | Altmarkkreis Salzwedel       |
| 15 0075             | Brunau                               | Kalbe (Milde), Stadt            | Altmarkkreis Salzwedel       |
| 15 0076             | Plathe                               | Kalbe (Milde), Stadt            | Altmarkkreis Salzwedel       |
| 15 0080             | Jeetze                               | Kalbe (Milde), Stadt            | Altmarkkreis Salzwedel       |
| 15 0082             | Jeggeleben                           | Kalbe (Milde), Stadt            | Altmarkkreis Salzwedel       |
| 15 0083             | Sallenthin                           | Kalbe (Milde), Stadt            | Altmarkkreis Salzwedel       |
| 15 0084             | Saalfeld-Jeggeleben                  | Kalbe (Milde), Stadt            | Altmarkkreis Salzwedel       |
| 15 0085             | Kahrstedt                            | Kalbe (Milde), Stadt            | Altmarkkreis Salzwedel       |
| 15 0086             | Vietzen                              | Kalbe (Milde), Stadt            | Altmarkkreis Salzwedel       |
| 15 0088             | Packebusch                           | Kalbe (Milde), Stadt            | Altmarkkreis Salzwedel       |
| 15 0089             | Hagenau                              | Kalbe (Milde), Stadt            | Altmarkkreis Salzwedel       |
| 15 0091             | Vienau                               | Kalbe (Milde), Stadt            | Altmarkkreis Salzwedel       |
| 15 0092             | Dolchau                              | Kalbe (Milde), Stadt            | Altmarkkreis Salzwedel       |
| 15 0093             | Mehrin                               | Kalbe (Milde), Stadt            | Altmarkkreis Salzwedel       |
| 15 0098             | Zethlingen                           | Kalbe (Milde), Stadt            | Altmarkkreis Salzwedel       |
| 15 0099             | Cheinitz                             | Kalbe (Milde), Stadt            | Altmarkkreis Salzwedel       |
| 15 0521             | Altmersleben                         | Kalbe (Milde), Stadt            | Altmarkkreis Salzwedel       |
| 15 0522             | Vahrholz-Altmersleben                | Kalbe (Milde), Stadt            | Altmarkkreis Salzwedel       |
| 15 0530             | Engersen                             | Kalbe (Milde), Stadt            | Altmarkkreis Salzwedel       |
| 15 0532             | Güssefeld                            | Kalbe (Milde), Stadt            | Altmarkkreis Salzwedel       |
| 15 0534             | Vahrholz-Güssefeld                   | Kalbe (Milde), Stadt            | Altmarkkreis Salzwedel       |
| 15 0536             | Kakerbeck                            | Kalbe (Milde), Stadt            | Altmarkkreis Salzwedel       |
| 15 0537             | Brüchau                              | Kalbe (Milde), Stadt            | Altmarkkreis Salzwedel       |
| 15 0538             | Jemmeritz                            | Kalbe (Milde), Stadt            | Altmarkkreis Salzwedel       |
| 15 0539             | Kalbe                                | Kalbe (Milde), Stadt            | Altmarkkreis Salzwedel       |
| 15 0540             | Bühne                                | Kalbe (Milde), Stadt            | Altmarkkreis Salzwedel       |
| 15 0541             | Vahrholz                             | Kalbe (Milde), Stadt            | Altmarkkreis Salzwedel       |
| 15 0546             | Neuendorf am Damm                    | Kalbe (Milde), Stadt            | Altmarkkreis Salzwedel       |
| 15 0547             | Karritz                              | Kalbe (Milde), Stadt            | Altmarkkreis Salzwedel       |
| 15 0551             | Wernstedt                            | Kalbe (Milde), Stadt            | Altmarkkreis Salzwedel       |
| 15 0552             | Winkelstedt                          | Kalbe (Milde), Stadt            | Altmarkkreis Salzwedel       |
| 15 0553             | Faulenhorst                          | Kalbe (Milde), Stadt            | Altmarkkreis Salzwedel       |
| 15 0554             | Brüchau-Faulenhorst                  | Kalbe (Milde), Stadt            | Altmarkkreis Salzwedel       |
| 15 0513             | Schwiesau                            | Klötze, Stadt                   | Altmarkkreis Salzwedel       |
| 15 0592             | Dönitz                               | Klötze, Stadt                   | Altmarkkreis Salzwedel       |
| 15 0593             | Kunrau-Dönitz                        | Klötze, Stadt                   | Altmarkkreis Salzwedel       |
| 15 0596             | Hohenhenningen                       | Klötze, Stadt                   | Altmarkkreis Salzwedel       |
| 15 0597             | Siedentramm                          | Klötze, Stadt                   | Altmarkkreis Salzwedel       |
| 15 0601             | Immekath                             | Klötze, Stadt                   | Altmarkkreis Salzwedel       |
| 15 0602             | Jahrstedt                            | Klötze, Stadt                   | Altmarkkreis Salzwedel       |
| 15 0603             | Böckwitz                             | Klötze, Stadt                   | Altmarkkreis Salzwedel       |
| 15 0606             | Klötze                               | Klötze, Stadt                   | Altmarkkreis Salzwedel       |
| 15 0607             | Nesenitz                             | Klötze, Stadt                   | Altmarkkreis Salzwedel       |
| 15 0609             | Kunrau                               | Klötze, Stadt                   | Altmarkkreis Salzwedel       |
| 15 0610             | Jahrstedt-Kunrau                     | Klötze, Stadt                   | Altmarkkreis Salzwedel       |
| 15 0611             | Kusey                                | Klötze, Stadt                   | Altmarkkreis Salzwedel       |
| 15 0621             | Neuendorf                            | Klötze, Stadt                   | Altmarkkreis Salzwedel       |
| 15 0622             | Neuferchau                           | Klötze, Stadt                   | Altmarkkreis Salzwedel       |
| 15 0631             | Ristedt                              | Klötze, Stadt                   | Altmarkkreis Salzwedel       |
| 15 0632             | Röwitz                               | Klötze, Stadt                   | Altmarkkreis Salzwedel       |
| 15 0634             | Steimke                              | Klötze, Stadt                   | Altmarkkreis Salzwedel       |
| 15 0635             | Jahrstedt-Steimke                    | Klötze, Stadt                   | Altmarkkreis Salzwedel       |
| 15 0642             | Wenze                                | Klötze, Stadt                   | Altmarkkreis Salzwedel       |
| 15 0643             | Quarnebeck                           | Klötze, Stadt                   | Altmarkkreis Salzwedel       |
| 15 0644             | Trippigleben                         | Klötze, Stadt                   | Altmarkkreis Salzwedel       |
| 15 0038             | Kuhfelde                             | Kuhfelde                        | Altmarkkreis Salzwedel       |
| 15 0055             | Püggen                               | Kuhfelde                        | Altmarkkreis Salzwedel       |
| 15 0062             | Siedenlangenbeck                     | Kuhfelde                        | Altmarkkreis Salzwedel       |
| 15 0063             | Heidberg                             | Kuhfelde                        | Altmarkkreis Salzwedel       |
| 15 0067             | Valfitz                              | Kuhfelde                        | Altmarkkreis Salzwedel       |
| 15 0004             | Bierstedt                            | Rohrberg                        | Altmarkkreis Salzwedel       |
| 15 0575             | Ahlum                                | Rohrberg                        | Altmarkkreis Salzwedel       |
| 15 0576             | Stöckheim                            | Rohrberg                        | Altmarkkreis Salzwedel       |
| 15 0577             | Rohrberg-Ahlum                       | Rohrberg                        | Altmarkkreis Salzwedel       |
| 15 0633             | Rohrberg                             | Rohrberg                        | Altmarkkreis Salzwedel       |
| 15 0003             | Benkendorf                           | Salzwedel, Hansestadt           | Altmarkkreis Salzwedel       |
| 15 0009             | Brietz                               | Salzwedel, Hansestadt           | Altmarkkreis Salzwedel       |
| 15 0010             | Chüttlitz                            | Salzwedel, Hansestadt           | Altmarkkreis Salzwedel       |
| 15 0014             | Dambeck                              | Salzwedel, Hansestadt           | Altmarkkreis Salzwedel       |
| 15 0029             | Chüden                               | Salzwedel, Hansestadt           | Altmarkkreis Salzwedel       |
| 15 0030             | Ritze                                | Salzwedel, Hansestadt           | Altmarkkreis Salzwedel       |
| 15 0031             | Henningen                            | Salzwedel, Hansestadt           | Altmarkkreis Salzwedel       |
| 15 0032             | Andorf                               | Salzwedel, Hansestadt           | Altmarkkreis Salzwedel       |
| 15 0033             | Barnebeck                            | Salzwedel, Hansestadt           | Altmarkkreis Salzwedel       |
| 15 0034             | Grabenstedt                          | Salzwedel, Hansestadt           | Altmarkkreis Salzwedel       |
| 15 0037             | Klein Gartz                          | Salzwedel, Hansestadt           | Altmarkkreis Salzwedel       |
| 15 0043             | Langenapel                           | Salzwedel, Hansestadt           | Altmarkkreis Salzwedel       |
| 15 0044             | Liesten                              | Salzwedel, Hansestadt           | Altmarkkreis Salzwedel       |
| 15 0045             | Mahlsdorf                            | Salzwedel, Hansestadt           | Altmarkkreis Salzwedel       |
| 15 0050             | Osterwohle                           | Salzwedel, Hansestadt           | Altmarkkreis Salzwedel       |
| 15 0051             | Gerstedt                             | Salzwedel, Hansestadt           | Altmarkkreis Salzwedel       |
| 15 0052             | Wistedt                              | Salzwedel, Hansestadt           | Altmarkkreis Salzwedel       |
| 15 0053             | Pretzier                             | Salzwedel, Hansestadt           | Altmarkkreis Salzwedel       |
| 15 0054             | Königstedt                           | Salzwedel, Hansestadt           | Altmarkkreis Salzwedel       |
| 15 0057             | Riebau                               | Salzwedel, Hansestadt           | Altmarkkreis Salzwedel       |
| 15 0058             | Salzwedel                            | Salzwedel, Hansestadt           | Altmarkkreis Salzwedel       |
| 15 0059             | Krinau                               | Salzwedel, Hansestadt           | Altmarkkreis Salzwedel       |
| 15 0060             | Seebenau                             | Salzwedel, Hansestadt           | Altmarkkreis Salzwedel       |
| 15 0061             | Cheine                               | Salzwedel, Hansestadt           | Altmarkkreis Salzwedel       |
| 15 0064             | Stappenbeck                          | Salzwedel, Hansestadt           | Altmarkkreis Salzwedel       |
| 15 0065             | Steinitz                             | Salzwedel, Hansestadt           | Altmarkkreis Salzwedel       |
| 15 0066             | Tylsen                               | Salzwedel, Hansestadt           | Altmarkkreis Salzwedel       |
| 15 0071             | Wieblitz                             | Salzwedel, Hansestadt           | Altmarkkreis Salzwedel       |
| 15 0072             | Eversdorf                            | Salzwedel, Hansestadt           | Altmarkkreis Salzwedel       |
| 15 0020             | Ellenberg                            | Wallstawe                       | Altmarkkreis Salzwedel       |
| 15 0021             | Hilmsen                              | Wallstawe                       | Altmarkkreis Salzwedel       |
| 15 0022             | Wiershorst                           | Wallstawe                       | Altmarkkreis Salzwedel       |
| 15 0027             | Gieseritz                            | Wallstawe                       | Altmarkkreis Salzwedel       |
| 15 0070             | Wallstawe                            | Wallstawe                       | Altmarkkreis Salzwedel       |
| 15 1838             | Aken                                 | Aken (Elbe), Stadt              | Anhalt-Bitterfeld            |
| 15 1859             | Kleinzerbst                          | Aken (Elbe), Stadt              | Anhalt-Bitterfeld            |
| 15 1743             | Bitterfeld                           | Bitterfeld-Wolfen, Stadt        | Anhalt-Bitterfeld            |
| 15 1744             | Niemegk                              | Bitterfeld-Wolfen, Stadt        | Anhalt-Bitterfeld            |
| 15 1745             | Bobbau                               | Bitterfeld-Wolfen, Stadt        | Anhalt-Bitterfeld            |
| 15 1751             | Greppin                              | Bitterfeld-Wolfen, Stadt        | Anhalt-Bitterfeld            |
| 15 1754             | Holzweißig                           | Bitterfeld-Wolfen, Stadt        | Anhalt-Bitterfeld            |
| 15 1769             | Reuden a. d. Fuhne                   | Bitterfeld-Wolfen, Stadt        | Anhalt-Bitterfeld            |
| 15 1770             | Rödgen                               | Bitterfeld-Wolfen, Stadt        | Anhalt-Bitterfeld            |
| 15 1781             | Thalheim                             | Bitterfeld-Wolfen, Stadt        | Anhalt-Bitterfeld            |
| 15 1785             | Wolfen                               | Bitterfeld-Wolfen, Stadt        | Anhalt-Bitterfeld            |
| 15 1839             | Arensdorf                            | Köthen (Anhalt), Stadt          | Anhalt-Bitterfeld            |
| 15 1840             | Baasdorf                             | Köthen (Anhalt), Stadt          | Anhalt-Bitterfeld            |
| 15 1845             | Dohndorf                             | Köthen (Anhalt), Stadt          | Anhalt-Bitterfeld            |
| 15 1860             | Köthen                               | Köthen (Anhalt), Stadt          | Anhalt-Bitterfeld            |
| 15 1863             | Löbnitz an der Linde                 | Köthen (Anhalt), Stadt          | Anhalt-Bitterfeld            |
| 15 1866             | Merzien                              | Köthen (Anhalt), Stadt          | Anhalt-Bitterfeld            |
| 15 1883             | Wülknitz                             | Köthen (Anhalt), Stadt          | Anhalt-Bitterfeld            |
| 15 1695             | Gossa                                | Muldestausee                    | Anhalt-Bitterfeld            |
| 15 1699             | Gröbern                              | Muldestausee                    | Anhalt-Bitterfeld            |
| 15 1704             | Krina                                | Muldestausee                    | Anhalt-Bitterfeld            |
| 15 1713             | Schwemsal                            | Muldestausee                    | Anhalt-Bitterfeld            |
| 15 1747             | Burgkemnitz                          | Muldestausee                    | Anhalt-Bitterfeld            |
| 15 1748             | Friedersdorf                         | Muldestausee                    | Anhalt-Bitterfeld            |
| 15 1758             | Mühlbeck                             | Muldestausee                    | Anhalt-Bitterfeld            |
| 15 1759             | Muldenstein                          | Muldestausee                    | Anhalt-Bitterfeld            |
| 15 1761             | Plodda                               | Muldestausee                    | Anhalt-Bitterfeld            |
| 15 1762             | Pouch                                | Muldestausee                    | Anhalt-Bitterfeld            |
| 15 1763             | Döbern                               | Muldestausee                    | Anhalt-Bitterfeld            |
| 15 1771             | Rösa                                 | Muldestausee                    | Anhalt-Bitterfeld            |
| 15 1776             | Schlaitz                             | Muldestausee                    | Anhalt-Bitterfeld            |
| 15 1841             | Chörau                               | Osternienburger Land            | Anhalt-Bitterfeld            |
| 15 1844             | Diebzig                              | Osternienburger Land            | Anhalt-Bitterfeld            |
| 15 1846             | Dornbock                             | Osternienburger Land            | Anhalt-Bitterfeld            |
| 15 1847             | Drosa                                | Osternienburger Land            | Anhalt-Bitterfeld            |
| 15 1849             | Elsnigk                              | Osternienburger Land            | Anhalt-Bitterfeld            |
| 15 1856             | Großpaschleben                       | Osternienburger Land            | Anhalt-Bitterfeld            |
| 15 1858             | Kleinpaschleben                      | Osternienburger Land            | Anhalt-Bitterfeld            |
| 15 1861             | Libbesdorf                           | Osternienburger Land            | Anhalt-Bitterfeld            |
| 15 1867             | Micheln                              | Osternienburger Land            | Anhalt-Bitterfeld            |
| 15 1868             | Osternienburg                        | Osternienburger Land            | Anhalt-Bitterfeld            |
| 15 1873             | Reppichau                            | Osternienburger Land            | Anhalt-Bitterfeld            |
| 15 1879             | Trinum                               | Osternienburger Land            | Anhalt-Bitterfeld            |
| 15 1884             | Wulfen                               | Osternienburger Land            | Anhalt-Bitterfeld            |
| 15 1885             | Zabitz                               | Osternienburger Land            | Anhalt-Bitterfeld            |
| 15 1742             | Altjeßnitz                           | Raguhn-Jeßnitz, Stadt           | Anhalt-Bitterfeld            |
| 15 1755             | Jeßnitz                              | Raguhn-Jeßnitz, Stadt           | Anhalt-Bitterfeld            |
| 15 1757             | Marke                                | Raguhn-Jeßnitz, Stadt           | Anhalt-Bitterfeld            |
| 15 1765             | Raguhn                               | Raguhn-Jeßnitz, Stadt           | Anhalt-Bitterfeld            |
| 15 1768             | Retzau                               | Raguhn-Jeßnitz, Stadt           | Anhalt-Bitterfeld            |
| 15 1775             | Schierau                             | Raguhn-Jeßnitz, Stadt           | Anhalt-Bitterfeld            |
| 15 1782             | Thurland                             | Raguhn-Jeßnitz, Stadt           | Anhalt-Bitterfeld            |
| 15 1783             | Tornau vor der Heide                 | Raguhn-Jeßnitz, Stadt           | Anhalt-Bitterfeld            |
| 15 1784             | Lingenau                             | Raguhn-Jeßnitz, Stadt           | Anhalt-Bitterfeld            |
| 15 1746             | Brehna                               | Sandersdorf-Brehna, Stadt       | Anhalt-Bitterfeld            |
| 15 1749             | Glebitzsch                           | Sandersdorf-Brehna, Stadt       | Anhalt-Bitterfeld            |
| 15 1753             | Heideloh                             | Sandersdorf-Brehna, Stadt       | Anhalt-Bitterfeld            |
| 15 1760             | Petersroda                           | Sandersdorf-Brehna, Stadt       | Anhalt-Bitterfeld            |
| 15 1766             | Ramsin                               | Sandersdorf-Brehna, Stadt       | Anhalt-Bitterfeld            |
| 15 1767             | Renneritz                            | Sandersdorf-Brehna, Stadt       | Anhalt-Bitterfeld            |
| 15 1772             | Roitzsch                             | Sandersdorf-Brehna, Stadt       | Anhalt-Bitterfeld            |
| 15 1774             | Sandersdorf                          | Sandersdorf-Brehna, Stadt       | Anhalt-Bitterfeld            |
| 15 1787             | Zscherndorf                          | Sandersdorf-Brehna, Stadt       | Anhalt-Bitterfeld            |
| 15 1843             | Cosa                                 | Südliches Anhalt, Stadt         | Anhalt-Bitterfeld            |
| 15 1848             | Edderitz                             | Südliches Anhalt, Stadt         | Anhalt-Bitterfeld            |
| 15 1850             | Fraßdorf                             | Südliches Anhalt, Stadt         | Anhalt-Bitterfeld            |
| 15 1851             | Glauzig                              | Südliches Anhalt, Stadt         | Anhalt-Bitterfeld            |
| 15 1852             | Gnetsch                              | Südliches Anhalt, Stadt         | Anhalt-Bitterfeld            |
| 15 1853             | Görzig                               | Südliches Anhalt, Stadt         | Anhalt-Bitterfeld            |
| 15 1854             | Gröbzig                              | Südliches Anhalt, Stadt         | Anhalt-Bitterfeld            |
| 15 1855             | Großbadegast                         | Südliches Anhalt, Stadt         | Anhalt-Bitterfeld            |
| 15 1857             | Hinsdorf                             | Südliches Anhalt, Stadt         | Anhalt-Bitterfeld            |
| 15 1862             | Libehna                              | Südliches Anhalt, Stadt         | Anhalt-Bitterfeld            |
| 15 1864             | Maasdorf                             | Südliches Anhalt, Stadt         | Anhalt-Bitterfeld            |
| 15 1865             | Meilendorf                           | Südliches Anhalt, Stadt         | Anhalt-Bitterfeld            |
| 15 1869             | Piethen                              | Südliches Anhalt, Stadt         | Anhalt-Bitterfeld            |
| 15 1870             | Prosigk                              | Südliches Anhalt, Stadt         | Anhalt-Bitterfeld            |
| 15 1871             | Quellendorf                          | Südliches Anhalt, Stadt         | Anhalt-Bitterfeld            |
| 15 1872             | Radegast                             | Südliches Anhalt, Stadt         | Anhalt-Bitterfeld            |
| 15 1874             | Reupzig                              | Südliches Anhalt, Stadt         | Anhalt-Bitterfeld            |
| 15 1875             | Riesdorf                             | Südliches Anhalt, Stadt         | Anhalt-Bitterfeld            |
| 15 1876             | Scheuder                             | Südliches Anhalt, Stadt         | Anhalt-Bitterfeld            |
| 15 1878             | Trebbichau                           | Südliches Anhalt, Stadt         | Anhalt-Bitterfeld            |
| 15 1880             | Weißandt-Gölzau                      | Südliches Anhalt, Stadt         | Anhalt-Bitterfeld            |
| 15 1881             | Wieskau                              | Südliches Anhalt, Stadt         | Anhalt-Bitterfeld            |
| 15 1882             | Wörbzig                              | Südliches Anhalt, Stadt         | Anhalt-Bitterfeld            |
| 15 1886             | Zehbitz                              | Südliches Anhalt, Stadt         | Anhalt-Bitterfeld            |
| 15 1440             | Bias                                 | Zerbst/Anhalt, Stadt            | Anhalt-Bitterfeld            |
| 15 1441             | Bornum                               | Zerbst/Anhalt, Stadt            | Anhalt-Bitterfeld            |
| 15 1442             | Garitz                               | Zerbst/Anhalt, Stadt            | Anhalt-Bitterfeld            |
| 15 1443             | Buhlendorf                           | Zerbst/Anhalt, Stadt            | Anhalt-Bitterfeld            |
| 15 1444             | Deetz                                | Zerbst/Anhalt, Stadt            | Anhalt-Bitterfeld            |
| 15 1445             | Dobritz                              | Zerbst/Anhalt, Stadt            | Anhalt-Bitterfeld            |
| 15 1447             | Gehrden                              | Zerbst/Anhalt, Stadt            | Anhalt-Bitterfeld            |
| 15 1448             | Gödnitz                              | Zerbst/Anhalt, Stadt            | Anhalt-Bitterfeld            |
| 15 1449             | Grimme                               | Zerbst/Anhalt, Stadt            | Anhalt-Bitterfeld            |
| 15 1450             | Güterglück                           | Zerbst/Anhalt, Stadt            | Anhalt-Bitterfeld            |
| 15 1452             | Hohenlepte                           | Zerbst/Anhalt, Stadt            | Anhalt-Bitterfeld            |
| 15 1453             | Jütrichau                            | Zerbst/Anhalt, Stadt            | Anhalt-Bitterfeld            |
| 15 1459             | Leps                                 | Zerbst/Anhalt, Stadt            | Anhalt-Bitterfeld            |
| 15 1460             | Lindau                               | Zerbst/Anhalt, Stadt            | Anhalt-Bitterfeld            |
| 15 1463             | Luso                                 | Zerbst/Anhalt, Stadt            | Anhalt-Bitterfeld            |
| 15 1464             | Moritz                               | Zerbst/Anhalt, Stadt            | Anhalt-Bitterfeld            |
| 15 1465             | Nedlitz                              | Zerbst/Anhalt, Stadt            | Anhalt-Bitterfeld            |
| 15 1466             | Nutha                                | Zerbst/Anhalt, Stadt            | Anhalt-Bitterfeld            |
| 15 1467             | Polenzko                             | Zerbst/Anhalt, Stadt            | Anhalt-Bitterfeld            |
| 15 1469             | Pulspforde                           | Zerbst/Anhalt, Stadt            | Anhalt-Bitterfeld            |
| 15 1470             | Reuden                               | Zerbst/Anhalt, Stadt            | Anhalt-Bitterfeld            |
| 15 1475             | Steutz                               | Zerbst/Anhalt, Stadt            | Anhalt-Bitterfeld            |
| 15 1476             | Steckby                              | Zerbst/Anhalt, Stadt            | Anhalt-Bitterfeld            |
| 15 1477             | Straguth                             | Zerbst/Anhalt, Stadt            | Anhalt-Bitterfeld            |
| 15 1478             | Walternienburg                       | Zerbst/Anhalt, Stadt            | Anhalt-Bitterfeld            |
| 15 1482             | Zerbst                               | Zerbst/Anhalt, Stadt            | Anhalt-Bitterfeld            |
| 15 1483             | Zernitz                              | Zerbst/Anhalt, Stadt            | Anhalt-Bitterfeld            |
| 15 1750             | Göttnitz                             | Zörbig, Stadt                   | Anhalt-Bitterfeld            |
| 15 1752             | Großzöberitz                         | Zörbig, Stadt                   | Anhalt-Bitterfeld            |
| 15 1756             | Löberitz                             | Zörbig, Stadt                   | Anhalt-Bitterfeld            |
| 15 1764             | Quetzdölsdorf                        | Zörbig, Stadt                   | Anhalt-Bitterfeld            |
| 15 1773             | Salzfurtkapelle                      | Zörbig, Stadt                   | Anhalt-Bitterfeld            |
| 15 1777             | Schrenz                              | Zörbig, Stadt                   | Anhalt-Bitterfeld            |
| 15 1778             | Spören                               | Zörbig, Stadt                   | Anhalt-Bitterfeld            |
| 15 1779             | Stumsdorf                            | Zörbig, Stadt                   | Anhalt-Bitterfeld            |
| 15 1780             | Werben                               | Zörbig, Stadt                   | Anhalt-Bitterfeld            |
| 15 1786             | Zörbig                               | Zörbig, Stadt                   | Anhalt-Bitterfeld            |
| 15 1842             | Cösitz                               | Zörbig, Stadt                   | Anhalt-Bitterfeld            |
| 15 1877             | Schortewitz                          | Zörbig, Stadt                   | Anhalt-Bitterfeld            |
| 15 0669             | Altenhausen                          | Altenhausen                     | Börde                        |
| 15 0696             | Emden                                | Altenhausen                     | Börde                        |
| 15 0722             | Ivenrode                             | Altenhausen                     | Börde                        |
| 15 0723             | Altenhausen-Ivenrode                 | Altenhausen                     | Börde                        |
| 15 1049             | Gunsleben                            | Am Großen Bruch                 | Börde                        |
| 15 1051             | Hamersleben                          | Am Großen Bruch                 | Börde                        |
| 15 1052             | Neuwegersleben-Hamersleben           | Am Großen Bruch                 | Börde                        |
| 15 1061             | Neuwegersleben                       | Am Großen Bruch                 | Börde                        |
| 15 1070             | Wulferstedt                          | Am Großen Bruch                 | Börde                        |
| 15 0420             | Bertingen                            | Angern                          | Börde                        |
| 15 0421             | Kehnert-Bertingen                    | Angern                          | Börde                        |
| 15 0444             | Mahlwinkel                           | Angern                          | Börde                        |
| 15 0828             | Angern                               | Angern                          | Börde                        |
| 15 0835             | Wenddorf                             | Angern                          | Börde                        |
| 15 1042             | Ausleben                             | Ausleben                        | Börde                        |
| 15 0786             | Barleben                             | Barleben                        | Börde                        |
| 15 0789             | Ebendorf                             | Barleben                        | Börde                        |
| 15 0809             | Meitzendorf                          | Barleben                        | Börde                        |
| 15 0676             | Beendorf                             | Beendorf                        | Börde                        |
| 15 0689             | Bülstringen                          | Bülstringen                     | Börde                        |
| 15 0766             | Wieglitz                             | Bülstringen                     | Börde                        |
| 15 0829             | Burgstall                            | Burgstall                       | Börde                        |
| 15 0830             | Uchtdorf-Burgstall                   | Burgstall                       | Börde                        |
| 15 0831             | Cröchern                             | Burgstall                       | Börde                        |
| 15 0832             | Uchtdorf-Cröchern                    | Burgstall                       | Börde                        |
| 15 0833             | Dolle                                | Burgstall                       | Börde                        |
| 15 0834             | Sandbeiendorf                        | Burgstall                       | Börde                        |
| 15 0681             | Berenbrock                           | Calvörde                        | Börde                        |
| 15 0690             | Calvörde                             | Calvörde                        | Börde                        |
| 15 0692             | Dorst                                | Calvörde                        | Börde                        |
| 15 0706             | Grauingen                            | Calvörde                        | Börde                        |
| 15 0726             | Klüden                               | Calvörde                        | Börde                        |
| 15 0728             | Mannhausen                           | Calvörde                        | Börde                        |
| 15 0759             | Velsdorf                             | Calvörde                        | Börde                        |
| 15 0765             | Wegenstedt                           | Calvörde                        | Börde                        |
| 15 0767             | Zobbenitz                            | Calvörde                        | Börde                        |
| 15 0787             | Colbitz                              | Colbitz                         | Börde                        |
| 15 0977             | Drackenstedt                         | Eilsleben                       | Börde                        |
| 15 0981             | Druxberge                            | Eilsleben                       | Börde                        |
| 15 0982             | Drackenstedt-Druxberge               | Eilsleben                       | Börde                        |
| 15 0986             | Eilsleben                            | Eilsleben                       | Börde                        |
| 15 0987             | Ummendorf-Eilsleben                  | Eilsleben                       | Börde                        |
| 15 1003             | Ovelgünne                            | Eilsleben                       | Börde                        |
| 15 1017             | Wormsdorf                            | Eilsleben                       | Börde                        |
| 15 0672             | Bartensleben                         | Erxleben                        | Börde                        |
| 15 0686             | Bregenstedt                          | Erxleben                        | Börde                        |
| 15 0688             | Erxleben-Bregenstedt                 | Erxleben                        | Börde                        |
| 15 0697             | Erxleben                             | Erxleben                        | Börde                        |
| 15 0709             | Hakenstedt                           | Erxleben                        | Börde                        |
| 15 0755             | Uhrsleben                            | Erxleben                        | Börde                        |
| 15 0678             | Behnsdorf                            | Flechtingen                     | Börde                        |
| 15 0680             | Belsdorf                             | Flechtingen                     | Börde                        |
| 15 0682             | Böddensell                           | Flechtingen                     | Börde                        |
| 15 0703             | Flechtingen                          | Flechtingen                     | Börde                        |
| 15 0704             | Hasselburg                           | Flechtingen                     | Börde                        |
| 15 1046             | Gröningen                            | Gröningen, Stadt                | Börde                        |
| 15 1047             | Dalldorf                             | Gröningen, Stadt                | Börde                        |
| 15 1048             | Großalsleben                         | Gröningen, Stadt                | Börde                        |
| 15 1059             | Krottorf                             | Gröningen, Stadt                | Börde                        |
| 15 0710             | Haldensleben                         | Haldensleben, Stadt             | Börde                        |
| 15 0718             | Hundisburg                           | Haldensleben, Stadt             | Börde                        |
| 15 0743             | Satuelle                             | Haldensleben, Stadt             | Börde                        |
| 15 0752             | Süplingen                            | Haldensleben, Stadt             | Börde                        |
| 15 0756             | Uthmöden                             | Haldensleben, Stadt             | Börde                        |
| 15 0762             | Wedringen                            | Haldensleben, Stadt             | Börde                        |
| 15 1053             | Harbke                               | Harbke                          | Börde                        |
| 15 0665             | Ackendorf                            | Hohe Börde                      | Börde                        |
| 15 0674             | Bebertal                             | Hohe Börde                      | Börde                        |
| 15 0685             | Bornstedt                            | Hohe Börde                      | Börde                        |
| 15 0707             | Groß Santersleben                    | Hohe Börde                      | Börde                        |
| 15 0733             | Nordgermersleben                     | Hohe Börde                      | Börde                        |
| 15 0734             | Ivenrode-Nordgermersleben            | Hohe Börde                      | Börde                        |
| 15 0742             | Rottmersleben                        | Hohe Börde                      | Börde                        |
| 15 0744             | Schackensleben                       | Hohe Börde                      | Börde                        |
| 15 0790             | Eichenbarleben                       | Hohe Börde                      | Börde                        |
| 15 0802             | Hermsdorf                            | Hohe Börde                      | Börde                        |
| 15 0803             | Hohenwarsleben                       | Hohe Börde                      | Börde                        |
| 15 0804             | Irxleben                             | Hohe Börde                      | Börde                        |
| 15 0814             | Niederndodeleben                     | Hohe Börde                      | Börde                        |
| 15 0819             | Wellen                               | Hohe Börde                      | Börde                        |
| 15 0827             | Ochtmersleben                        | Hohe Börde                      | Börde                        |
| 15 1043             | Barneberg                            | Hötensleben                     | Börde                        |
| 15 1054             | Hötensleben                          | Hötensleben                     | Börde                        |
| 15 1063             | Ohrsleben                            | Hötensleben                     | Börde                        |
| 15 1069             | Wackersleben                         | Hötensleben                     | Börde                        |
| 15 0667             | Alleringersleben                     | Ingersleben                     | Börde                        |
| 15 0694             | Eimersleben                          | Ingersleben                     | Börde                        |
| 15 0695             | Erxleben-Eimersleben                 | Ingersleben                     | Börde                        |
| 15 0729             | Morsleben                            | Ingersleben                     | Börde                        |
| 15 0735             | Ostingersleben                       | Ingersleben                     | Börde                        |
| 15 1332             | Kroppenstedt                         | Kroppenstedt, Stadt             | Börde                        |
| 15 0799             | Heinrichsberg                        | Loitsche-Heinrichsberg          | Börde                        |
| 15 0801             | Loitsche-Heinrichsberg               | Loitsche-Heinrichsberg          | Börde                        |
| 15 0807             | Loitsche                             | Loitsche-Heinrichsberg          | Börde                        |
| 15 0758             | Vahldorf                             | Niedere Börde                   | Börde                        |
| 15 0788             | Dahlenwarsleben                      | Niedere Börde                   | Börde                        |
| 15 0795             | Groß Ammensleben                     | Niedere Börde                   | Börde                        |
| 15 0797             | Gutenswegen                          | Niedere Börde                   | Börde                        |
| 15 0805             | Jersleben                            | Niedere Börde                   | Börde                        |
| 15 0806             | Klein Ammensleben                    | Niedere Börde                   | Börde                        |
| 15 0810             | Meseberg                             | Niedere Börde                   | Börde                        |
| 15 0816             | Samswegen                            | Niedere Börde                   | Börde                        |
| 15 0818             | Bleiche                              | Niedere Börde                   | Börde                        |
| 15 0588             | Breitenrode                          | Oebisfelde-Weferlingen, Stadt   | Börde                        |
| 15 0589             | Buchhorst                            | Oebisfelde-Weferlingen, Stadt   | Börde                        |
| 15 0594             | Gehrendorf                           | Oebisfelde-Weferlingen, Stadt   | Börde                        |
| 15 0625             | Niendorf                             | Oebisfelde-Weferlingen, Stadt   | Börde                        |
| 15 0626             | Bergfriede                           | Oebisfelde-Weferlingen, Stadt   | Börde                        |
| 15 0627             | Oebisfelde                           | Oebisfelde-Weferlingen, Stadt   | Börde                        |
| 15 0628             | Wassensdorf-Oebisfelde               | Oebisfelde-Weferlingen, Stadt   | Börde                        |
| 15 0638             | Wassensdorf                          | Oebisfelde-Weferlingen, Stadt   | Börde                        |
| 15 0639             | Weddendorf                           | Oebisfelde-Weferlingen, Stadt   | Börde                        |
| 15 0640             | Niendorf-Weddendorf                  | Oebisfelde-Weferlingen, Stadt   | Börde                        |
| 15 0641             | Oebisfelde-Weddendorf                | Oebisfelde-Weferlingen, Stadt   | Börde                        |
| 15 0683             | Bösdorf                              | Oebisfelde-Weferlingen, Stadt   | Börde                        |
| 15 0691             | Döhren                               | Oebisfelde-Weferlingen, Stadt   | Börde                        |
| 15 0693             | Eickendorf                           | Oebisfelde-Weferlingen, Stadt   | Börde                        |
| 15 0698             | Eschenrode                           | Oebisfelde-Weferlingen, Stadt   | Börde                        |
| 15 0700             | Etingen                              | Oebisfelde-Weferlingen, Stadt   | Börde                        |
| 15 0702             | Everingen                            | Oebisfelde-Weferlingen, Stadt   | Börde                        |
| 15 0715             | Hödingen                             | Oebisfelde-Weferlingen, Stadt   | Börde                        |
| 15 0717             | Hörsingen                            | Oebisfelde-Weferlingen, Stadt   | Börde                        |
| 15 0724             | Kathendorf                           | Oebisfelde-Weferlingen, Stadt   | Börde                        |
| 15 0725             | Rätzlingen-Kathendorf                | Oebisfelde-Weferlingen, Stadt   | Börde                        |
| 15 0727             | Lockstedt                            | Oebisfelde-Weferlingen, Stadt   | Börde                        |
| 15 0736             | Rätzlingen                           | Oebisfelde-Weferlingen, Stadt   | Börde                        |
| 15 0739             | Siestedt                             | Oebisfelde-Weferlingen, Stadt   | Börde                        |
| 15 0740             | Klinze                               | Oebisfelde-Weferlingen, Stadt   | Börde                        |
| 15 0747             | Schwanefeld                          | Oebisfelde-Weferlingen, Stadt   | Börde                        |
| 15 0750             | Seggerde                             | Oebisfelde-Weferlingen, Stadt   | Börde                        |
| 15 0760             | Walbeck                              | Oebisfelde-Weferlingen, Stadt   | Börde                        |
| 15 0761             | Weferlingen-Walbeck                  | Oebisfelde-Weferlingen, Stadt   | Börde                        |
| 15 0763             | Weferlingen                          | Oebisfelde-Weferlingen, Stadt   | Börde                        |
| 15 0764             | Seggerde-Weferlingen                 | Oebisfelde-Weferlingen, Stadt   | Börde                        |
| 15 0966             | Ampfurth                             | Oschersleben (Bode), Stadt      | Börde                        |
| 15 0988             | Groß Germersleben                    | Oschersleben (Bode), Stadt      | Börde                        |
| 15 0990             | Klein Oschersleben-Groß Germersleben | Oschersleben (Bode), Stadt      | Börde                        |
| 15 0993             | Hadmersleben                         | Oschersleben (Bode), Stadt      | Börde                        |
| 15 0995             | Klein Oschersleben                   | Oschersleben (Bode), Stadt      | Börde                        |
| 15 1004             | Peseckendorf                         | Oschersleben (Bode), Stadt      | Börde                        |
| 15 1019             | Schermcke                            | Oschersleben (Bode), Stadt      | Börde                        |
| 15 1020             | Seehausen-Schermcke                  | Oschersleben (Bode), Stadt      | Börde                        |
| 15 1039             | Alikendorf                           | Oschersleben (Bode), Stadt      | Börde                        |
| 15 1040             | Altbrandsleben                       | Oschersleben (Bode), Stadt      | Börde                        |
| 15 1041             | Seehausen-Altbrandsleben             | Oschersleben (Bode), Stadt      | Börde                        |
| 15 1045             | Beckendorf-Neindorf                  | Oschersleben (Bode), Stadt      | Börde                        |
| 15 1056             | Hordorf                              | Oschersleben (Bode), Stadt      | Börde                        |
| 15 1057             | Hornhausen                           | Oschersleben (Bode), Stadt      | Börde                        |
| 15 1058             | Kleinalsleben                        | Oschersleben (Bode), Stadt      | Börde                        |
| 15 1064             | Oschersleben                         | Oschersleben (Bode), Stadt      | Börde                        |
| 15 0815             | Rogätz                               | Rogätz                          | Börde                        |
| 15 1060             | Marienborn                           | Sommersdorf                     | Börde                        |
| 15 1065             | Sommersdorf                          | Sommersdorf                     | Börde                        |
| 15 0965             | Altenweddingen                       | Sülzetal                        | Börde                        |
| 15 0968             | Bahrendorf                           | Sülzetal                        | Börde                        |
| 15 0975             | Dodendorf                            | Sülzetal                        | Börde                        |
| 15 1001             | Langenweddingen                      | Sülzetal                        | Börde                        |
| 15 1002             | Osterweddingen                       | Sülzetal                        | Börde                        |
| 15 1006             | Schwaneberg                          | Sülzetal                        | Börde                        |
| 15 1009             | Sülldorf                             | Sülzetal                        | Börde                        |
| 15 1010             | Ummendorf                            | Ummendorf                       | Börde                        |
| 15 1011             | Ovelgünne-Ummendorf                  | Ummendorf                       | Börde                        |
| 15 1068             | Völpke                               | Völpke                          | Börde                        |
| 15 0971             | Bottmersdorf                         | Wanzleben-Börde, Stadt          | Börde                        |
| 15 0976             | Domersleben                          | Wanzleben-Börde, Stadt          | Börde                        |
| 15 0979             | Dreileben                            | Wanzleben-Börde, Stadt          | Börde                        |
| 15 0985             | Eggenstedt                           | Wanzleben-Börde, Stadt          | Börde                        |
| 15 0991             | Groß Rodensleben                     | Wanzleben-Börde, Stadt          | Börde                        |
| 15 0992             | Wellen-Groß Rodensleben              | Wanzleben-Börde, Stadt          | Börde                        |
| 15 0994             | Hohendodeleben                       | Wanzleben-Börde, Stadt          | Börde                        |
| 15 0999             | Klein Rodensleben                    | Wanzleben-Börde, Stadt          | Börde                        |
| 15 1000             | Klein Wanzleben                      | Wanzleben-Börde, Stadt          | Börde                        |
| 15 1005             | Remkersleben                         | Wanzleben-Börde, Stadt          | Börde                        |
| 15 1007             | Seehausen                            | Wanzleben-Börde, Stadt          | Börde                        |
| 15 1008             | Eggenstedt-Seehausen                 | Wanzleben-Börde, Stadt          | Börde                        |
| 15 1014             | Wanzleben                            | Wanzleben-Börde, Stadt          | Börde                        |
| 15 1015             | Wefensleben                          | Wefensleben                     | Börde                        |
| 15 0684             | Born                                 | Westheide                       | Börde                        |
| 15 0714             | Hillersleben                         | Westheide                       | Börde                        |
| 15 0731             | Neuenhofe                            | Westheide                       | Börde                        |
| 15 0791             | Farsleben                            | Wolmirstedt, Stadt              | Börde                        |
| 15 0792             | Glindenberg                          | Wolmirstedt, Stadt              | Börde                        |
| 15 0811             | Mose                                 | Wolmirstedt, Stadt              | Börde                        |
| 15 0820             | Wolmirstedt                          | Wolmirstedt, Stadt              | Börde                        |
| 15 0824             | Zielitz                              | Zielitz                         | Börde                        |
| 15 2501             | Herrengosserstedt                    | An der Poststraße               | Burgenlandkreis              |
| 15 2505             | Klosterhäseler                       | An der Poststraße               | Burgenlandkreis              |
| 15 2506             | Burgheßler                           | An der Poststraße               | Burgenlandkreis              |
| 15 2529             | Wischroda                            | An der Poststraße               | Burgenlandkreis              |
| 15 2385             | Altenroda                            | Bad Bibra, Stadt                | Burgenlandkreis              |
| 15 2388             | Bad Bibra                            | Bad Bibra, Stadt                | Burgenlandkreis              |
| 15 2400             | Golzen                               | Bad Bibra, Stadt                | Burgenlandkreis              |
| 15 2401             | Krawinkel                            | Bad Bibra, Stadt                | Burgenlandkreis              |
| 15 2417             | Thalwinkel                           | Bad Bibra, Stadt                | Burgenlandkreis              |
| 15 2386             | Balgstädt                            | Balgstädt                       | Burgenlandkreis              |
| 15 2402             | Hirschroda                           | Balgstädt                       | Burgenlandkreis              |
| 15 2488             | Burkersroda                          | Balgstädt                       | Burgenlandkreis              |
| 15 2499             | Größnitz                             | Balgstädt                       | Burgenlandkreis              |
| 15 2589             | Droyßig                              | Droyßig                         | Burgenlandkreis              |
| 15 2615             | Weißenborn                           | Droyßig                         | Burgenlandkreis              |
| 15 2487             | Burgholzhausen                       | Eckartsberga, Stadt             | Burgenlandkreis              |
| 15 2494             | Eckartsberga                         | Eckartsberga, Stadt             | Burgenlandkreis              |
| 15 2510             | Lißdorf                              | Eckartsberga, Stadt             | Burgenlandkreis              |
| 15 2525             | Tromsdorf                            | Eckartsberga, Stadt             | Burgenlandkreis              |
| 15 2583             | Bornitz                              | Elsteraue                       | Burgenlandkreis              |
| 15 2587             | Draschwitz                           | Elsteraue                       | Burgenlandkreis              |
| 15 2591             | Göbitz                               | Elsteraue                       | Burgenlandkreis              |
| 15 2598             | Könderitz                            | Elsteraue                       | Burgenlandkreis              |
| 15 2600             | Langendorf                           | Elsteraue                       | Burgenlandkreis              |
| 15 2605             | Profen                               | Elsteraue                       | Burgenlandkreis              |
| 15 2606             | Rehmsdorf                            | Elsteraue                       | Burgenlandkreis              |
| 15 2607             | Reuden                               | Elsteraue                       | Burgenlandkreis              |
| 15 2609             | Spora                                | Elsteraue                       | Burgenlandkreis              |
| 15 2611             | Tröglitz                             | Elsteraue                       | Burgenlandkreis              |
| 15 2389             | Billroda                             | Finne                           | Burgenlandkreis              |
| 15 2410             | Lossa                                | Finne                           | Burgenlandkreis              |
| 15 2403             | Kahlwinkel                           | Finneland                       | Burgenlandkreis              |
| 15 2414             | Saubach                              | Finneland                       | Burgenlandkreis              |
| 15 2416             | Steinburg                            | Finneland                       | Burgenlandkreis              |
| 15 2395             | Freyburg                             | Freyburg (Unstrut), Stadt       | Burgenlandkreis              |
| 15 2396             | Nißmitz                              | Freyburg (Unstrut), Stadt       | Burgenlandkreis              |
| 15 2399             | Zscheiplitz                          | Freyburg (Unstrut), Stadt       | Burgenlandkreis              |
| 15 2415             | Schleberoda                          | Freyburg (Unstrut), Stadt       | Burgenlandkreis              |
| 15 2419             | Weischütz                            | Freyburg (Unstrut), Stadt       | Burgenlandkreis              |
| 15 2422             | Zeuchfeld                            | Freyburg (Unstrut), Stadt       | Burgenlandkreis              |
| 15 2518             | Pödelist                             | Freyburg (Unstrut), Stadt       | Burgenlandkreis              |
| 15 2387             | Baumersroda                          | Gleina                          | Burgenlandkreis              |
| 15 2394             | Ebersroda                            | Gleina                          | Burgenlandkreis              |
| 15 2397             | Gleina                               | Gleina                          | Burgenlandkreis              |
| 15 2398             | Müncheroda                           | Gleina                          | Burgenlandkreis              |
| 15 2445             | Goseck                               | Goseck                          | Burgenlandkreis              |
| 15 2582             | Bergisdorf                           | Gutenborn                       | Burgenlandkreis              |
| 15 2588             | Droßdorf                             | Gutenborn                       | Burgenlandkreis              |
| 15 2595             | Heuckewalde                          | Gutenborn                       | Burgenlandkreis              |
| 15 2608             | Schellbach                           | Gutenborn                       | Burgenlandkreis              |
| 15 2545             | Granschütz                           | Hohenmölsen, Stadt              | Burgenlandkreis              |
| 15 2547             | Großgrimma                           | Hohenmölsen, Stadt              | Burgenlandkreis              |
| 15 2548             | Hohenmölsen                          | Hohenmölsen, Stadt              | Burgenlandkreis              |
| 15 2555             | Taucha                               | Hohenmölsen, Stadt              | Burgenlandkreis              |
| 15 2558             | Webau                                | Hohenmölsen, Stadt              | Burgenlandkreis              |
| 15 2559             | Werschen                             | Hohenmölsen, Stadt              | Burgenlandkreis              |
| 15 2560             | Zembschen                            | Hohenmölsen, Stadt              | Burgenlandkreis              |
| 15 2391             | Bucha                                | Kaiserpfalz                     | Burgenlandkreis              |
| 15 2411             | Memleben                             | Kaiserpfalz                     | Burgenlandkreis              |
| 15 2420             | Wohlmirstedt                         | Kaiserpfalz                     | Burgenlandkreis              |
| 15 2404             | Karsdorf                             | Karsdorf                        | Burgenlandkreis              |
| 15 2405             | Wennungen                            | Karsdorf                        | Burgenlandkreis              |
| 15 2406             | Wetzendorf                           | Karsdorf                        | Burgenlandkreis              |
| 15 2586             | Döschwitz                            | Kretzschau                      | Burgenlandkreis              |
| 15 2593             | Grana                                | Kretzschau                      | Burgenlandkreis              |
| 15 2599             | Kretzschau                           | Kretzschau                      | Burgenlandkreis              |
| 15 2513             | Möllern                              | Lanitz-Hassel-Tal               | Burgenlandkreis              |
| 15 2522             | Spielberg                            | Lanitz-Hassel-Tal               | Burgenlandkreis              |
| 15 2523             | Taugwitz                             | Lanitz-Hassel-Tal               | Burgenlandkreis              |
| 15 2524             | Taugwitz-Zäckwar                     | Lanitz-Hassel-Tal               | Burgenlandkreis              |
| 15 2392             | Burgscheidungen                      | Laucha an der Unstrut, Stadt    | Burgenlandkreis              |
| 15 2393             | Tröbsdorf                            | Laucha an der Unstrut, Stadt    | Burgenlandkreis              |
| 15 2407             | Kirchscheidungen                     | Laucha an der Unstrut, Stadt    | Burgenlandkreis              |
| 15 2408             | Laucha                               | Laucha an der Unstrut, Stadt    | Burgenlandkreis              |
| 15 2409             | Plößnitz                             | Laucha an der Unstrut, Stadt    | Burgenlandkreis              |
| 15 2444             | Dehlitz                              | Lützen, Stadt                   | Burgenlandkreis              |
| 15 2447             | Großgörschen                         | Lützen, Stadt                   | Burgenlandkreis              |
| 15 2451             | Lützen                               | Lützen, Stadt                   | Burgenlandkreis              |
| 15 2453             | Poserna                              | Lützen, Stadt                   | Burgenlandkreis              |
| 15 2456             | Rippach                              | Lützen, Stadt                   | Burgenlandkreis              |
| 15 2457             | Röcken                               | Lützen, Stadt                   | Burgenlandkreis              |
| 15 2459             | Sössen                               | Lützen, Stadt                   | Burgenlandkreis              |
| 15 2460             | Starsiedel                           | Lützen, Stadt                   | Burgenlandkreis              |
| 15 2550             | Muschwitz                            | Lützen, Stadt                   | Burgenlandkreis              |
| 15 2561             | Zorbau                               | Lützen, Stadt                   | Burgenlandkreis              |
| 15 2552             | Pretzsch                             | Meineweh                        | Burgenlandkreis              |
| 15 2602             | Meineweh                             | Meineweh                        | Burgenlandkreis              |
| 15 2612             | Unterkaka                            | Meineweh                        | Burgenlandkreis              |
| 15 2498             | Görschen                             | Mertendorf                      | Burgenlandkreis              |
| 15 2511             | Löbitz                               | Mertendorf                      | Burgenlandkreis              |
| 15 2512             | Mertendorf                           | Mertendorf                      | Burgenlandkreis              |
| 15 2526             | Utenbach                             | Mertendorf                      | Burgenlandkreis              |
| 15 2486             | Abtlöbnitz                           | Molauer Land                    | Burgenlandkreis              |
| 15 2489             | Casekirchen                          | Molauer Land                    | Burgenlandkreis              |
| 15 2490             | Seidewitz                            | Molauer Land                    | Burgenlandkreis              |
| 15 2508             | Leislau                              | Molauer Land                    | Burgenlandkreis              |
| 15 2509             | Crauschwitz                          | Molauer Land                    | Burgenlandkreis              |
| 15 2514             | Molau                                | Molauer Land                    | Burgenlandkreis              |
| 15 2515             | Sieglitz                             | Molauer Land                    | Burgenlandkreis              |
| 15 2491             | Crölpa-Löbschütz                     | Naumburg (Saale), Stadt         | Burgenlandkreis              |
| 15 2492             | Freiroda                             | Naumburg (Saale), Stadt         | Burgenlandkreis              |
| 15 2493             | Heiligenkreuz                        | Naumburg (Saale), Stadt         | Burgenlandkreis              |
| 15 2495             | Eulau                                | Naumburg (Saale), Stadt         | Burgenlandkreis              |
| 15 2496             | Flemmingen                           | Naumburg (Saale), Stadt         | Burgenlandkreis              |
| 15 2500             | Hassenhausen                         | Naumburg (Saale), Stadt         | Burgenlandkreis              |
| 15 2502             | Janisroda                            | Naumburg (Saale), Stadt         | Burgenlandkreis              |
| 15 2503             | Kleinheringen                        | Naumburg (Saale), Stadt         | Burgenlandkreis              |
| 15 2504             | Kleinjena                            | Naumburg (Saale), Stadt         | Burgenlandkreis              |
| 15 2507             | Bad Kösen                            | Naumburg (Saale), Stadt         | Burgenlandkreis              |
| 15 2516             | Naumburg                             | Naumburg (Saale), Stadt         | Burgenlandkreis              |
| 15 2517             | Neidschütz                           | Naumburg (Saale), Stadt         | Burgenlandkreis              |
| 15 2519             | Prießnitz                            | Naumburg (Saale), Stadt         | Burgenlandkreis              |
| 15 2520             | Schieben                             | Naumburg (Saale), Stadt         | Burgenlandkreis              |
| 15 2528             | Wettaburg                            | Naumburg (Saale), Stadt         | Burgenlandkreis              |
| 15 2412             | Nebra                                | Nebra (Unstrut), Stadt          | Burgenlandkreis              |
| 15 2413             | Reinsdorf                            | Nebra (Unstrut), Stadt          | Burgenlandkreis              |
| 15 2418             | Wangen                               | Nebra (Unstrut), Stadt          | Burgenlandkreis              |
| 15 2592             | Goldschau                            | Osterfeld, Stadt                | Burgenlandkreis              |
| 15 2597             | Kleinhelmsdorf                       | Osterfeld, Stadt                | Burgenlandkreis              |
| 15 2604             | Osterfeld                            | Osterfeld, Stadt                | Burgenlandkreis              |
| 15 2613             | Waldau                               | Osterfeld, Stadt                | Burgenlandkreis              |
| 15 2614             | Weickelsdorf                         | Osterfeld, Stadt                | Burgenlandkreis              |
| 15 2585             | Bröckau                              | Schnaudertal                    | Burgenlandkreis              |
| 15 2617             | Wittgendorf                          | Schnaudertal                    | Burgenlandkreis              |
| 15 2521             | Schönburg                            | Schönburg                       | Burgenlandkreis              |
| 15 2554             | Stößen                               | Stößen, Stadt                   | Burgenlandkreis              |
| 15 2446             | Gröbitz                              | Teuchern, Stadt                 | Burgenlandkreis              |
| 15 2454             | Prittitz                             | Teuchern, Stadt                 | Burgenlandkreis              |
| 15 2543             | Deuben                               | Teuchern, Stadt                 | Burgenlandkreis              |
| 15 2546             | Gröben                               | Teuchern, Stadt                 | Burgenlandkreis              |
| 15 2549             | Krauschwitz                          | Teuchern, Stadt                 | Burgenlandkreis              |
| 15 2551             | Nessa                                | Teuchern, Stadt                 | Burgenlandkreis              |
| 15 2553             | Schelkau                             | Teuchern, Stadt                 | Burgenlandkreis              |
| 15 2556             | Teuchern                             | Teuchern, Stadt                 | Burgenlandkreis              |
| 15 2557             | Trebnitz                             | Teuchern, Stadt                 | Burgenlandkreis              |
| 15 2442             | Borau                                | Weißenfels, Stadt               | Burgenlandkreis              |
| 15 2443             | Burgwerben                           | Weißenfels, Stadt               | Burgenlandkreis              |
| 15 2448             | Großkorbetha                         | Weißenfels, Stadt               | Burgenlandkreis              |
| 15 2449             | Langendorf                           | Weißenfels, Stadt               | Burgenlandkreis              |
| 15 2450             | Leißling                             | Weißenfels, Stadt               | Burgenlandkreis              |
| 15 2452             | Markwerben                           | Weißenfels, Stadt               | Burgenlandkreis              |
| 15 2455             | Reichardtswerben                     | Weißenfels, Stadt               | Burgenlandkreis              |
| 15 2458             | Schkortleben                         | Weißenfels, Stadt               | Burgenlandkreis              |
| 15 2461             | Storkau                              | Weißenfels, Stadt               | Burgenlandkreis              |
| 15 2462             | Tagewerben                           | Weißenfels, Stadt               | Burgenlandkreis              |
| 15 2463             | Uichteritz                           | Weißenfels, Stadt               | Burgenlandkreis              |
| 15 2464             | Weißenfels                           | Weißenfels, Stadt               | Burgenlandkreis              |
| 15 2465             | Wengelsdorf                          | Weißenfels, Stadt               | Burgenlandkreis              |
| 15 2497             | Gieckau                              | Wethau                          | Burgenlandkreis              |
| 15 2527             | Wethau                               | Wethau                          | Burgenlandkreis              |
| 15 2584             | Breitenbach                          | Wetterzeube                     | Burgenlandkreis              |
| 15 2594             | Haynsburg                            | Wetterzeube                     | Burgenlandkreis              |
| 15 2616             | Wetterzeube                          | Wetterzeube                     | Burgenlandkreis              |
| 15 2544             | Döbris                               | Zeitz, Stadt                    | Burgenlandkreis              |
| 15 2590             | Geußnitz                             | Zeitz, Stadt                    | Burgenlandkreis              |
| 15 2596             | Kayna                                | Zeitz, Stadt                    | Burgenlandkreis              |
| 15 2601             | Luckenau                             | Zeitz, Stadt                    | Burgenlandkreis              |
| 15 2603             | Nonnewitz                            | Zeitz, Stadt                    | Burgenlandkreis              |
| 15 2610             | Theißen                              | Zeitz, Stadt                    | Burgenlandkreis              |
| 15 2618             | Würchwitz                            | Zeitz, Stadt                    | Burgenlandkreis              |
| 15 2619             | Zangenberg                           | Zeitz, Stadt                    | Burgenlandkreis              |
| 15 2620             | Zeitz                                | Zeitz, Stadt                    | Burgenlandkreis              |
| 15 1505             | Brambach                             | Dessau-Roßlau, Stadt            | Dessau-Roßlau                |
| 15 1521             | Mühlstedt                            | Dessau-Roßlau, Stadt            | Dessau-Roßlau                |
| 15 1523             | Rodleben                             | Dessau-Roßlau, Stadt            | Dessau-Roßlau                |
| 15 1524             | Roßlau                               | Dessau-Roßlau, Stadt            | Dessau-Roßlau                |
| 15 1525             | Meinsdorf                            | Dessau-Roßlau, Stadt            | Dessau-Roßlau                |
| 15 1529             | Streetz                              | Dessau-Roßlau, Stadt            | Dessau-Roßlau                |
| 15 1703             | Kleutsch                             | Dessau-Roßlau, Stadt            | Dessau-Roßlau                |
| 15 1716             | Sollnitz                             | Dessau-Roßlau, Stadt            | Dessau-Roßlau                |
| 15 1808             | Alten                                | Dessau-Roßlau, Stadt            | Dessau-Roßlau                |
| 15 1809             | Dessau                               | Dessau-Roßlau, Stadt            | Dessau-Roßlau                |
| 15 1810             | Großkühnau                           | Dessau-Roßlau, Stadt            | Dessau-Roßlau                |
| 15 1811             | Kleinkühnau                          | Dessau-Roßlau, Stadt            | Dessau-Roßlau                |
| 15 1812             | Kochstedt                            | Dessau-Roßlau, Stadt            | Dessau-Roßlau                |
| 15 1813             | Mildensee                            | Dessau-Roßlau, Stadt            | Dessau-Roßlau                |
| 15 1814             | Mosigkau                             | Dessau-Roßlau, Stadt            | Dessau-Roßlau                |
| 15 1815             | Törten                               | Dessau-Roßlau, Stadt            | Dessau-Roßlau                |
| 15 1816             | Waldersee                            | Dessau-Roßlau, Stadt            | Dessau-Roßlau                |
| 15 1817             | Ziebigk                              | Dessau-Roßlau, Stadt            | Dessau-Roßlau                |
| 15 2231             | Ammendorf                            | Halle (Saale), Stadt            | Halle                        |
| 15 2232             | Bruckdorf                            | Halle (Saale), Stadt            | Halle                        |
| 15 2233             | Büschdorf                            | Halle (Saale), Stadt            | Halle                        |
| 15 2234             | Diemitz                              | Halle (Saale), Stadt            | Halle                        |
| 15 2235             | Dölau                                | Halle (Saale), Stadt            | Halle                        |
| 15 2236             | Dölauer Heide                        | Halle (Saale), Stadt            | Halle                        |
| 15 2237             | Giebichenstein                       | Halle (Saale), Stadt            | Halle                        |
| 15 2238             | Gimritz                              | Halle (Saale), Stadt            | Halle                        |
| 15 2239             | Kanena                               | Halle (Saale), Stadt            | Halle                        |
| 15 2240             | Kröllwitz                            | Halle (Saale), Stadt            | Halle                        |
| 15 2241             | Lettin                               | Halle (Saale), Stadt            | Halle                        |
| 15 2242             | Mötzlich                             | Halle (Saale), Stadt            | Halle                        |
| 15 2243             | Nietleben                            | Halle (Saale), Stadt            | Halle                        |
| 15 2244             | Passendorf                           | Halle (Saale), Stadt            | Halle                        |
| 15 2245             | Reideburg                            | Halle (Saale), Stadt            | Halle                        |
| 15 2246             | Seeben                               | Halle (Saale), Stadt            | Halle                        |
| 15 2247             | Tornau                               | Halle (Saale), Stadt            | Halle                        |
| 15 2248             | Trotha                               | Halle (Saale), Stadt            | Halle                        |
| 15 2249             | Wörmlitz                             | Halle (Saale), Stadt            | Halle                        |
| 15 2250             | Halle                                | Halle (Saale), Stadt            | Halle                        |
| 15 2251             | Halle-Neustadt                       | Halle (Saale), Stadt            | Halle                        |
| 15 1231             | Badeborn                             | Ballenstedt, Stadt              | Harz                         |
| 15 1232             | Ballenstedt                          | Ballenstedt, Stadt              | Harz                         |
| 15 1243             | Rieder                               | Ballenstedt, Stadt              | Harz                         |
| 15 1291             | Radisleben                           | Ballenstedt, Stadt              | Harz                         |
| 15 1166             | Blankenburg                          | Blankenburg (Harz), Stadt       | Harz                         |
| 15 1167             | Börnecke                             | Blankenburg (Harz), Stadt       | Harz                         |
| 15 1168             | Cattenstedt                          | Blankenburg (Harz), Stadt       | Harz                         |
| 15 1170             | Derenburg                            | Blankenburg (Harz), Stadt       | Harz                         |
| 15 1175             | Heimburg                             | Blankenburg (Harz), Stadt       | Harz                         |
| 15 1177             | Hüttenrode                           | Blankenburg (Harz), Stadt       | Harz                         |
| 15 1196             | Wienrode                             | Blankenburg (Harz), Stadt       | Harz                         |
| 15 1250             | Timmenrode                           | Blankenburg (Harz), Stadt       | Harz                         |
| 15 1234             | Ditfurt                              | Ditfurt                         | Harz                         |
| 15 1277             | Ermsleben                            | Falkenstein/Harz, Stadt         | Harz                         |
| 15 1289             | Meisdorf                             | Falkenstein/Harz, Stadt         | Harz                         |
| 15 1292             | Reinstedt                            | Falkenstein/Harz, Stadt         | Harz                         |
| 15 1965             | Endorf                               | Falkenstein/Harz, Stadt         | Harz                         |
| 15 1982             | Neuplatendorf                        | Falkenstein/Harz, Stadt         | Harz                         |
| 15 1983             | Pansfelde                            | Falkenstein/Harz, Stadt         | Harz                         |
| 15 1997             | Wieserode                            | Falkenstein/Harz, Stadt         | Harz                         |
| 15 1108             | Groß Quenstedt                       | Groß Quenstedt                  | Harz                         |
| 15 1093             | Aspenstedt                           | Halberstadt, Stadt              | Harz                         |
| 15 1094             | Athenstedt                           | Halberstadt, Stadt              | Harz                         |
| 15 1109             | Halberstadt                          | Halberstadt, Stadt              | Harz                         |
| 15 1114             | Klein Quenstedt                      | Halberstadt, Stadt              | Harz                         |
| 15 1115             | Langenstein                          | Halberstadt, Stadt              | Harz                         |
| 15 1116             | Mahndorf                             | Halberstadt, Stadt              | Harz                         |
| 15 1117             | Derenburg-Langenstein                | Halberstadt, Stadt              | Harz                         |
| 15 1127             | Sargstedt                            | Halberstadt, Stadt              | Harz                         |
| 15 1132             | Ströbeck                             | Halberstadt, Stadt              | Harz                         |
| 15 1142             | Emersleben                           | Halberstadt, Stadt              | Harz                         |
| 15 1110             | Harsleben                            | Harsleben                       | Harz                         |
| 15 1233             | Dankerode                            | Harzgerode, Stadt               | Harz                         |
| 15 1237             | Güntersberge                         | Harzgerode, Stadt               | Harz                         |
| 15 1238             | Harzgerode                           | Harzgerode, Stadt               | Harz                         |
| 15 1239             | Königerode                           | Harzgerode, Stadt               | Harz                         |
| 15 1241             | Neudorf                              | Harzgerode, Stadt               | Harz                         |
| 15 1244             | Schielo                              | Harzgerode, Stadt               | Harz                         |
| 15 1245             | Siptenfelde                          | Harzgerode, Stadt               | Harz                         |
| 15 1247             | Straßberg                            | Harzgerode, Stadt               | Harz                         |
| 15 1284             | Hedersleben                          | Hedersleben                     | Harz                         |
| 15 1091             | Aderstedt                            | Huy                             | Harz                         |
| 15 1092             | Anderbeck                            | Huy                             | Harz                         |
| 15 1095             | Badersleben                          | Huy                             | Harz                         |
| 15 1101             | Dedeleben                            | Huy                             | Harz                         |
| 15 1102             | Westerburg                           | Huy                             | Harz                         |
| 15 1104             | Dingelstedt                          | Huy                             | Harz                         |
| 15 1106             | Eilenstedt                           | Huy                             | Harz                         |
| 15 1107             | Eilsdorf                             | Huy                             | Harz                         |
| 15 1113             | Huy-Neinstedt                        | Huy                             | Harz                         |
| 15 1123             | Pabstorf                             | Huy                             | Harz                         |
| 15 1130             | Schlanstedt                          | Huy                             | Harz                         |
| 15 1136             | Vogelsdorf                           | Huy                             | Harz                         |
| 15 1169             | Darlingerode                         | Ilsenburg (Harz), Stadt         | Harz                         |
| 15 1171             | Drübeck                              | Ilsenburg (Harz), Stadt         | Harz                         |
| 15 1178             | Ilsenburg                            | Ilsenburg (Harz), Stadt         | Harz                         |
| 15 1098             | Danstedt                             | Nordharz                        | Harz                         |
| 15 1099             | Derenburg-Danstedt                   | Nordharz                        | Harz                         |
| 15 1162             | Abbenrode                            | Nordharz                        | Harz                         |
| 15 1176             | Heudeber                             | Nordharz                        | Harz                         |
| 15 1180             | Langeln                              | Nordharz                        | Harz                         |
| 15 1185             | Schmatzfeld                          | Nordharz                        | Harz                         |
| 15 1188             | Stapelburg                           | Nordharz                        | Harz                         |
| 15 1193             | Veckenstedt                          | Nordharz                        | Harz                         |
| 15 1194             | Wasserleben                          | Nordharz                        | Harz                         |
| 15 1164             | Benneckenstein                       | Oberharz am Brocken, Stadt      | Harz                         |
| 15 1172             | Elbingerode                          | Oberharz am Brocken, Stadt      | Harz                         |
| 15 1173             | Elend                                | Oberharz am Brocken, Stadt      | Harz                         |
| 15 1174             | Hasselfelde                          | Oberharz am Brocken, Stadt      | Harz                         |
| 15 1179             | Königshütte                          | Oberharz am Brocken, Stadt      | Harz                         |
| 15 1183             | Rübeland                             | Oberharz am Brocken, Stadt      | Harz                         |
| 15 1187             | Sorge                                | Oberharz am Brocken, Stadt      | Harz                         |
| 15 1189             | Stiege                               | Oberharz am Brocken, Stadt      | Harz                         |
| 15 1190             | Tanne                                | Oberharz am Brocken, Stadt      | Harz                         |
| 15 1191             | Trautenstein                         | Oberharz am Brocken, Stadt      | Harz                         |
| 15 1096             | Berßel                               | Osterwieck, Stadt               | Harz                         |
| 15 1097             | Bühne                                | Osterwieck, Stadt               | Harz                         |
| 15 1100             | Dardesheim                           | Osterwieck, Stadt               | Harz                         |
| 15 1103             | Deersheim                            | Osterwieck, Stadt               | Harz                         |
| 15 1105             | Wülperode                            | Osterwieck, Stadt               | Harz                         |
| 15 1111             | Hessen                               | Osterwieck, Stadt               | Harz                         |
| 15 1118             | Lüttgenrode                          | Osterwieck, Stadt               | Harz                         |
| 15 1119             | Stötterlingen                        | Osterwieck, Stadt               | Harz                         |
| 15 1121             | Osterode                             | Osterwieck, Stadt               | Harz                         |
| 15 1122             | Osterwieck                           | Osterwieck, Stadt               | Harz                         |
| 15 1124             | Rhoden                               | Osterwieck, Stadt               | Harz                         |
| 15 1126             | Rohrsheim                            | Osterwieck, Stadt               | Harz                         |
| 15 1129             | Schauen                              | Osterwieck, Stadt               | Harz                         |
| 15 1133             | Veltheim                             | Osterwieck, Stadt               | Harz                         |
| 15 1140             | Zilly                                | Osterwieck, Stadt               | Harz                         |
| 15 1141             | Heudeber-Zilly                       | Osterwieck, Stadt               | Harz                         |
| 15 1236             | Gernrode                             | Quedlinburg, Welterbestadt      | Harz                         |
| 15 1242             | Quedlinburg                          | Quedlinburg, Welterbestadt      | Harz                         |
| 15 1248             | Bad Suderode                         | Quedlinburg, Welterbestadt      | Harz                         |
| 15 1120             | Nienhagen                            | Schwanebeck, Stadt              | Harz                         |
| 15 1131             | Schwanebeck                          | Schwanebeck, Stadt              | Harz                         |
| 15 1283             | Hausneindorf                         | Selke-Aue                       | Harz                         |
| 15 1285             | Heteborn                             | Selke-Aue                       | Harz                         |
| 15 1295             | Wedderstedt                          | Selke-Aue                       | Harz                         |
| 15 1163             | Altenbrak                            | Thale, Stadt                    | Harz                         |
| 15 1192             | Treseburg                            | Thale, Stadt                    | Harz                         |
| 15 1230             | Allrode                              | Thale, Stadt                    | Harz                         |
| 15 1235             | Friedrichsbrunn                      | Thale, Stadt                    | Harz                         |
| 15 1240             | Neinstedt                            | Thale, Stadt                    | Harz                         |
| 15 1246             | Stecklenberg                         | Thale, Stadt                    | Harz                         |
| 15 1249             | Thale                                | Thale, Stadt                    | Harz                         |
| 15 1251             | Warnstedt                            | Thale, Stadt                    | Harz                         |
| 15 1252             | Weddersleben                         | Thale, Stadt                    | Harz                         |
| 15 1253             | Westerhausen                         | Thale, Stadt                    | Harz                         |
| 15 1125             | Rodersdorf                           | Wegeleben, Stadt                | Harz                         |
| 15 1137             | Wegeleben                            | Wegeleben, Stadt                | Harz                         |
| 15 1138             | Deesdorf                             | Wegeleben, Stadt                | Harz                         |
| 15 1165             | Benzingerode                         | Wernigerode, Stadt              | Harz                         |
| 15 1181             | Minsleben                            | Wernigerode, Stadt              | Harz                         |
| 15 1182             | Reddeber                             | Wernigerode, Stadt              | Harz                         |
| 15 1184             | Schierke                             | Wernigerode, Stadt              | Harz                         |
| 15 1186             | Silstedt                             | Wernigerode, Stadt              | Harz                         |
| 15 1195             | Wernigerode                          | Wernigerode, Stadt              | Harz                         |
| 15 0856             | Biederitz                            | Biederitz                       | Jerichower Land              |
| 15 0867             | Gerwisch                             | Biederitz                       | Jerichower Land              |
| 15 0871             | Gübs                                 | Biederitz                       | Jerichower Land              |
| 15 0878             | Königsborn                           | Biederitz                       | Jerichower Land              |
| 15 0912             | Woltersdorf                          | Biederitz                       | Jerichower Land              |
| 15 0859             | Burg                                 | Burg, Stadt                     | Jerichower Land              |
| 15 0860             | Parchau-Burg                         | Burg, Stadt                     | Jerichower Land              |
| 15 0862             | Detershagen                          | Burg, Stadt                     | Jerichower Land              |
| 15 0875             | Ihleburg                             | Burg, Stadt                     | Jerichower Land              |
| 15 0892             | Niegripp                             | Burg, Stadt                     | Jerichower Land              |
| 15 0893             | Parchau                              | Burg, Stadt                     | Jerichower Land              |
| 15 0897             | Reesen                               | Burg, Stadt                     | Jerichower Land              |
| 15 0899             | Schartau                             | Burg, Stadt                     | Jerichower Land              |
| 15 0900             | Niegripp-Schartau                    | Burg, Stadt                     | Jerichower Land              |
| 15 0304             | Bergzow                              | Elbe-Parey                      | Jerichower Land              |
| 15 0307             | Derben                               | Elbe-Parey                      | Jerichower Land              |
| 15 0308             | Ferchland                            | Elbe-Parey                      | Jerichower Land              |
| 15 0311             | Güsen                                | Elbe-Parey                      | Jerichower Land              |
| 15 0312             | Hohenseeden                          | Elbe-Parey                      | Jerichower Land              |
| 15 0321             | Parey                                | Elbe-Parey                      | Jerichower Land              |
| 15 0329             | Zerben                               | Elbe-Parey                      | Jerichower Land              |
| 15 0309             | Genthin                              | Genthin, Stadt                  | Jerichower Land              |
| 15 0310             | Gladau                               | Genthin, Stadt                  | Jerichower Land              |
| 15 0317             | Mützel                               | Genthin, Stadt                  | Jerichower Land              |
| 15 0319             | Paplitz                              | Genthin, Stadt                  | Jerichower Land              |
| 15 0320             | Parchen                              | Genthin, Stadt                  | Jerichower Land              |
| 15 0325             | Tucheim                              | Genthin, Stadt                  | Jerichower Land              |
| 15 0902             | Schopsdorf                           | Genthin, Stadt                  | Jerichower Land              |
| 15 0903             | Magdeburgerforth-Schopsdorf          | Genthin, Stadt                  | Jerichower Land              |
| 15 0861             | Dannigkow                            | Gommern, Stadt                  | Jerichower Land              |
| 15 0868             | Gommern                              | Gommern, Stadt                  | Jerichower Land              |
| 15 0876             | Karith                               | Gommern, Stadt                  | Jerichower Land              |
| 15 0877             | Gommern-Karith                       | Gommern, Stadt                  | Jerichower Land              |
| 15 0888             | Menz                                 | Gommern, Stadt                  | Jerichower Land              |
| 15 0891             | Nedlitz                              | Gommern, Stadt                  | Jerichower Land              |
| 15 0908             | Vehlitz                              | Gommern, Stadt                  | Jerichower Land              |
| 15 0909             | Wahlitz                              | Gommern, Stadt                  | Jerichower Land              |
| 15 1446             | Dornburg                             | Gommern, Stadt                  | Jerichower Land              |
| 15 1454             | Ladeburg                             | Gommern, Stadt                  | Jerichower Land              |
| 15 1455             | Ladeburg-West                        | Gommern, Stadt                  | Jerichower Land              |
| 15 1456             | Leitzkau                             | Gommern, Stadt                  | Jerichower Land              |
| 15 1457             | Leitzkau-West                        | Gommern, Stadt                  | Jerichower Land              |
| 15 1458             | Leitzkau-Nord                        | Gommern, Stadt                  | Jerichower Land              |
| 15 1462             | Lübs                                 | Gommern, Stadt                  | Jerichower Land              |
| 15 1468             | Prödel                               | Gommern, Stadt                  | Jerichower Land              |
| 15 0270             | Mangelsdorf                          | Jerichow, Stadt                 | Jerichower Land              |
| 15 0305             | Brettin                              | Jerichow, Stadt                 | Jerichower Land              |
| 15 0306             | Demsin                               | Jerichow, Stadt                 | Jerichower Land              |
| 15 0313             | Jerichow                             | Jerichow, Stadt                 | Jerichower Land              |
| 15 0314             | Kade                                 | Jerichow, Stadt                 | Jerichower Land              |
| 15 0315             | Karow                                | Jerichow, Stadt                 | Jerichower Land              |
| 15 0316             | Klitsche                             | Jerichow, Stadt                 | Jerichower Land              |
| 15 0318             | Nielebock                            | Jerichow, Stadt                 | Jerichower Land              |
| 15 0322             | Redekin                              | Jerichow, Stadt                 | Jerichower Land              |
| 15 0323             | Roßdorf                              | Jerichow, Stadt                 | Jerichower Land              |
| 15 0324             | Schlagenthin                         | Jerichow, Stadt                 | Jerichower Land              |
| 15 0326             | Wulkow                               | Jerichow, Stadt                 | Jerichower Land              |
| 15 0327             | Hohenbellin                          | Jerichow, Stadt                 | Jerichower Land              |
| 15 0328             | Zabakuck                             | Jerichow, Stadt                 | Jerichower Land              |
| 15 0858             | Büden                                | Möckern, Stadt                  | Jerichower Land              |
| 15 0863             | Dörnitz                              | Möckern, Stadt                  | Jerichower Land              |
| 15 0864             | Drewitz                              | Möckern, Stadt                  | Jerichower Land              |
| 15 0865             | Magdeburgerforth-Drewitz             | Möckern, Stadt                  | Jerichower Land              |
| 15 0866             | Friedensau                           | Möckern, Stadt                  | Jerichower Land              |
| 15 0869             | Grabow                               | Möckern, Stadt                  | Jerichower Land              |
| 15 0870             | Pietzpuhl-Grabow                     | Möckern, Stadt                  | Jerichower Land              |
| 15 0874             | Hohenziatz                           | Möckern, Stadt                  | Jerichower Land              |
| 15 0880             | Krüssau                              | Möckern, Stadt                  | Jerichower Land              |
| 15 0881             | Küsel                                | Möckern, Stadt                  | Jerichower Land              |
| 15 0884             | Lübars                               | Möckern, Stadt                  | Jerichower Land              |
| 15 0885             | Magdeburgerforth                     | Möckern, Stadt                  | Jerichower Land              |
| 15 0889             | Möckern                              | Möckern, Stadt                  | Jerichower Land              |
| 15 0895             | Reesdorf                             | Möckern, Stadt                  | Jerichower Land              |
| 15 0896             | Magdeburgerforth-Reesdorf            | Möckern, Stadt                  | Jerichower Land              |
| 15 0898             | Rietzel                              | Möckern, Stadt                  | Jerichower Land              |
| 15 0904             | Stegelitz                            | Möckern, Stadt                  | Jerichower Land              |
| 15 0905             | Stresow                              | Möckern, Stadt                  | Jerichower Land              |
| 15 0906             | Theeßen                              | Möckern, Stadt                  | Jerichower Land              |
| 15 0907             | Tryppehna                            | Möckern, Stadt                  | Jerichower Land              |
| 15 0910             | Wallwitz                             | Möckern, Stadt                  | Jerichower Land              |
| 15 0911             | Wörmlitz                             | Möckern, Stadt                  | Jerichower Land              |
| 15 0913             | Wüstenjerichow                       | Möckern, Stadt                  | Jerichower Land              |
| 15 0914             | Zeddenick                            | Möckern, Stadt                  | Jerichower Land              |
| 15 0915             | Ziepel                               | Möckern, Stadt                  | Jerichower Land              |
| 15 0916             | Nedlitz-Ziepel                       | Möckern, Stadt                  | Jerichower Land              |
| 15 0917             | Zeddenick-Ziepel                     | Möckern, Stadt                  | Jerichower Land              |
| 15 1451             | Hobeck                               | Möckern, Stadt                  | Jerichower Land              |
| 15 1461             | Loburg                               | Möckern, Stadt                  | Jerichower Land              |
| 15 1471             | Rosian                               | Möckern, Stadt                  | Jerichower Land              |
| 15 1472             | Isterbies                            | Möckern, Stadt                  | Jerichower Land              |
| 15 1473             | Rosian Nord                          | Möckern, Stadt                  | Jerichower Land              |
| 15 1474             | Schweinitz                           | Möckern, Stadt                  | Jerichower Land              |
| 15 1479             | Zeppernick                           | Möckern, Stadt                  | Jerichower Land              |
| 15 1480             | Brietzke                             | Möckern, Stadt                  | Jerichower Land              |
| 15 1481             | Dalchau                              | Möckern, Stadt                  | Jerichower Land              |
| 15 0872             | Hohenwarthe                          | Möser                           | Jerichower Land              |
| 15 0873             | Lostau-Hohenwarthe                   | Möser                           | Jerichower Land              |
| 15 0879             | Körbelitz                            | Möser                           | Jerichower Land              |
| 15 0882             | Lostau                               | Möser                           | Jerichower Land              |
| 15 0890             | Möser                                | Möser                           | Jerichower Land              |
| 15 0894             | Pietzpuhl                            | Möser                           | Jerichower Land              |
| 15 0901             | Schermen                             | Möser                           | Jerichower Land              |
| 15 0938             | Magdeburg                            | Magdeburg, Landeshauptstadt     | Magdeburg                    |
| 15 0969             | Beyendorf                            | Magdeburg, Landeshauptstadt     | Magdeburg                    |
| 15 1390             | Pechau                               | Magdeburg, Landeshauptstadt     | Magdeburg                    |
| 15 1398             | Randau-Calenberge                    | Magdeburg, Landeshauptstadt     | Magdeburg                    |
| 15 2100             | Ahlsdorf                             | Ahlsdorf                        | Mansfeld-Südharz             |
| 15 2020             | Allstedt                             | Allstedt, Stadt                 | Mansfeld-Südharz             |
| 15 2025             | Beyernaumburg                        | Allstedt, Stadt                 | Mansfeld-Südharz             |
| 15 2034             | Emseloh                              | Allstedt, Stadt                 | Mansfeld-Südharz             |
| 15 2041             | Holdenstedt                          | Allstedt, Stadt                 | Mansfeld-Südharz             |
| 15 2043             | Katharinenrieth                      | Allstedt, Stadt                 | Mansfeld-Südharz             |
| 15 2049             | Liedersdorf                          | Allstedt, Stadt                 | Mansfeld-Südharz             |
| 15 2051             | Mittelhausen                         | Allstedt, Stadt                 | Mansfeld-Südharz             |
| 15 2052             | Einsdorf                             | Allstedt, Stadt                 | Mansfeld-Südharz             |
| 15 2054             | Niederröblingen                      | Allstedt, Stadt                 | Mansfeld-Südharz             |
| 15 2055             | Nienstedt                            | Allstedt, Stadt                 | Mansfeld-Südharz             |
| 15 2056             | Einzingen                            | Allstedt, Stadt                 | Mansfeld-Südharz             |
| 15 2059             | Pölsfeld                             | Allstedt, Stadt                 | Mansfeld-Südharz             |
| 15 2076             | Winkel                               | Allstedt, Stadt                 | Mansfeld-Südharz             |
| 15 2077             | Wolferstedt                          | Allstedt, Stadt                 | Mansfeld-Südharz             |
| 15 2079             | Sotterhausen                         | Allstedt, Stadt                 | Mansfeld-Südharz             |
| 15 1960             | Alterode                             | Arnstein, Stadt                 | Mansfeld-Südharz             |
| 15 1961             | Arnstedt                             | Arnstein, Stadt                 | Mansfeld-Südharz             |
| 15 1963             | Bräunrode                            | Arnstein, Stadt                 | Mansfeld-Südharz             |
| 15 1973             | Greifenhagen                         | Arnstein, Stadt                 | Mansfeld-Südharz             |
| 15 1985             | Quenstedt                            | Arnstein, Stadt                 | Mansfeld-Südharz             |
| 15 1988             | Sandersleben                         | Arnstein, Stadt                 | Mansfeld-Südharz             |
| 15 1989             | Stangerode                           | Arnstein, Stadt                 | Mansfeld-Südharz             |
| 15 1990             | Sylda                                | Arnstein, Stadt                 | Mansfeld-Südharz             |
| 15 1991             | Ulzigerode                           | Arnstein, Stadt                 | Mansfeld-Südharz             |
| 15 1994             | Welbsleben                           | Arnstein, Stadt                 | Mansfeld-Südharz             |
| 15 1996             | Wiederstedt                          | Arnstein, Stadt                 | Mansfeld-Südharz             |
| 15 2000             | Harkerode                            | Arnstein, Stadt                 | Mansfeld-Südharz             |
| 15 2105             | Benndorf                             | Benndorf                        | Mansfeld-Südharz             |
| 15 2022             | Berga                                | Berga                           | Mansfeld-Südharz             |
| 15 2023             | Bösenrode                            | Berga                           | Mansfeld-Südharz             |
| 15 2024             | Rosperwenda                          | Berga                           | Mansfeld-Südharz             |
| 15 2026             | Blankenheim                          | Blankenheim                     | Mansfeld-Südharz             |
| 15 2107             | Bornstedt                            | Bornstedt                       | Mansfeld-Südharz             |
| 15 2030             | Brücken                              | Brücken-Hackpfüffel             | Mansfeld-Südharz             |
| 15 2038             | Hackpfüffel                          | Brücken-Hackpfüffel             | Mansfeld-Südharz             |
| 15 2033             | Edersleben                           | Edersleben                      | Mansfeld-Südharz             |
| 15 2106             | Bischofrode                          | Eisleben, Lutherstadt           | Mansfeld-Südharz             |
| 15 2108             | Burgsdorf                            | Eisleben, Lutherstadt           | Mansfeld-Südharz             |
| 15 2110             | Eisleben                             | Eisleben, Lutherstadt           | Mansfeld-Südharz             |
| 15 2111             | Helfta                               | Eisleben, Lutherstadt           | Mansfeld-Südharz             |
| 15 2113             | Hedersleben                          | Eisleben, Lutherstadt           | Mansfeld-Südharz             |
| 15 2114             | Oberrißdorf                          | Eisleben, Lutherstadt           | Mansfeld-Südharz             |
| 15 2121             | Polleben                             | Eisleben, Lutherstadt           | Mansfeld-Südharz             |
| 15 2125             | Schmalzerode                         | Eisleben, Lutherstadt           | Mansfeld-Südharz             |
| 15 2130             | Unterrißdorf                         | Eisleben, Lutherstadt           | Mansfeld-Südharz             |
| 15 2131             | Volkstedt                            | Eisleben, Lutherstadt           | Mansfeld-Südharz             |
| 15 2134             | Wolferode                            | Eisleben, Lutherstadt           | Mansfeld-Südharz             |
| 15 2353             | Osterhausen                          | Eisleben, Lutherstadt           | Mansfeld-Südharz             |
| 15 2355             | Rothenschirmbach                     | Eisleben, Lutherstadt           | Mansfeld-Südharz             |
| 15 1967             | Freist                               | Gerbstedt, Stadt                | Mansfeld-Südharz             |
| 15 1968             | Friedeburg                           | Gerbstedt, Stadt                | Mansfeld-Südharz             |
| 15 1969             | Friedeburgerhütte                    | Gerbstedt, Stadt                | Mansfeld-Südharz             |
| 15 1971             | Gerbstedt                            | Gerbstedt, Stadt                | Mansfeld-Südharz             |
| 15 1975             | Heiligenthal                         | Gerbstedt, Stadt                | Mansfeld-Südharz             |
| 15 1978             | Ihlewitz                             | Gerbstedt, Stadt                | Mansfeld-Südharz             |
| 15 1995             | Welfesholz                           | Gerbstedt, Stadt                | Mansfeld-Südharz             |
| 15 1999             | Zabenstedt                           | Gerbstedt, Stadt                | Mansfeld-Südharz             |
| 15 2104             | Augsdorf                             | Gerbstedt, Stadt                | Mansfeld-Südharz             |
| 15 2117             | Hübitz                               | Gerbstedt, Stadt                | Mansfeld-Südharz             |
| 15 2123             | Rottelsdorf                          | Gerbstedt, Stadt                | Mansfeld-Südharz             |
| 15 2124             | Bösenburg                            | Gerbstedt, Stadt                | Mansfeld-Südharz             |
| 15 2128             | Siersleben                           | Gerbstedt, Stadt                | Mansfeld-Südharz             |
| 15 2115             | Helbra                               | Helbra                          | Mansfeld-Südharz             |
| 15 2116             | Hergisdorf                           | Hergisdorf                      | Mansfeld-Südharz             |
| 15 1977             | Hettstedt                            | Hettstedt, Stadt                | Mansfeld-Südharz             |
| 15 1986             | Ritterode                            | Hettstedt, Stadt                | Mansfeld-Südharz             |
| 15 1993             | Walbeck                              | Hettstedt, Stadt                | Mansfeld-Südharz             |
| 15 2044             | Kelbra                               | Kelbra (Kyffhäuser), Stadt      | Mansfeld-Südharz             |
| 15 2045             | Sittendorf                           | Kelbra (Kyffhäuser), Stadt      | Mansfeld-Südharz             |
| 15 2046             | Thürungen                            | Kelbra (Kyffhäuser), Stadt      | Mansfeld-Südharz             |
| 15 2070             | Tilleda                              | Kelbra (Kyffhäuser), Stadt      | Mansfeld-Südharz             |
| 15 2118             | Klostermansfeld                      | Klostermansfeld                 | Mansfeld-Südharz             |
| 15 1959             | Abberode                             | Mansfeld, Stadt                 | Mansfeld-Südharz             |
| 15 1962             | Biesenrode                           | Mansfeld, Stadt                 | Mansfeld-Südharz             |
| 15 1964             | Braunschwende                        | Mansfeld, Stadt                 | Mansfeld-Südharz             |
| 15 1970             | Friesdorf                            | Mansfeld, Stadt                 | Mansfeld-Südharz             |
| 15 1972             | Gorenzen                             | Mansfeld, Stadt                 | Mansfeld-Südharz             |
| 15 1974             | Großörner                            | Mansfeld, Stadt                 | Mansfeld-Südharz             |
| 15 1976             | Hermerode                            | Mansfeld, Stadt                 | Mansfeld-Südharz             |
| 15 1979             | Mansfeld                             | Mansfeld, Stadt                 | Mansfeld-Südharz             |
| 15 1980             | Möllendorf                           | Mansfeld, Stadt                 | Mansfeld-Südharz             |
| 15 1981             | Molmerswende                         | Mansfeld, Stadt                 | Mansfeld-Südharz             |
| 15 1984             | Piskaborn                            | Mansfeld, Stadt                 | Mansfeld-Südharz             |
| 15 1987             | Ritzgerode                           | Mansfeld, Stadt                 | Mansfeld-Südharz             |
| 15 1992             | Vatterode                            | Mansfeld, Stadt                 | Mansfeld-Südharz             |
| 15 2127             | Siebigerode                          | Mansfeld, Stadt                 | Mansfeld-Südharz             |
| 15 1998             | Wippra                               | Sangerhausen, Stadt             | Mansfeld-Südharz             |
| 15 2027             | Breitenbach                          | Sangerhausen, Stadt             | Mansfeld-Südharz             |
| 15 2035             | Gonna                                | Sangerhausen, Stadt             | Mansfeld-Südharz             |
| 15 2036             | Grillenberg                          | Sangerhausen, Stadt             | Mansfeld-Südharz             |
| 15 2037             | Großleinungen                        | Sangerhausen, Stadt             | Mansfeld-Südharz             |
| 15 2042             | Horla                                | Sangerhausen, Stadt             | Mansfeld-Südharz             |
| 15 2048             | Lengefeld                            | Sangerhausen, Stadt             | Mansfeld-Südharz             |
| 15 2053             | Morungen                             | Sangerhausen, Stadt             | Mansfeld-Südharz             |
| 15 2057             | Oberröblingen                        | Sangerhausen, Stadt             | Mansfeld-Südharz             |
| 15 2058             | Obersdorf                            | Sangerhausen, Stadt             | Mansfeld-Südharz             |
| 15 2061             | Riestedt                             | Sangerhausen, Stadt             | Mansfeld-Südharz             |
| 15 2065             | Rotha                                | Sangerhausen, Stadt             | Mansfeld-Südharz             |
| 15 2067             | Sangerhausen                         | Sangerhausen, Stadt             | Mansfeld-Südharz             |
| 15 2074             | Wettelrode                           | Sangerhausen, Stadt             | Mansfeld-Südharz             |
| 15 2078             | Wolfsberg                            | Sangerhausen, Stadt             | Mansfeld-Südharz             |
| 15 2101             | Amsdorf                              | Seegebiet Mansfelder Land       | Mansfeld-Südharz             |
| 15 2103             | Aseleben                             | Seegebiet Mansfelder Land       | Mansfeld-Südharz             |
| 15 2109             | Dederstedt                           | Seegebiet Mansfelder Land       | Mansfeld-Südharz             |
| 15 2112             | Erdeborn                             | Seegebiet Mansfelder Land       | Mansfeld-Südharz             |
| 15 2119             | Lüttchendorf                         | Seegebiet Mansfelder Land       | Mansfeld-Südharz             |
| 15 2120             | Neehausen                            | Seegebiet Mansfelder Land       | Mansfeld-Südharz             |
| 15 2122             | Röblingen                            | Seegebiet Mansfelder Land       | Mansfeld-Südharz             |
| 15 2126             | Seeburg                              | Seegebiet Mansfelder Land       | Mansfeld-Südharz             |
| 15 2129             | Stedten                              | Seegebiet Mansfelder Land       | Mansfeld-Südharz             |
| 15 2132             | Wansleben                            | Seegebiet Mansfelder Land       | Mansfeld-Südharz             |
| 15 2344             | Hornburg                             | Seegebiet Mansfelder Land       | Mansfeld-Südharz             |
| 15 2021             | Bennungen                            | Südharz                         | Mansfeld-Südharz             |
| 15 2028             | Breitenstein                         | Südharz                         | Mansfeld-Südharz             |
| 15 2029             | Breitungen                           | Südharz                         | Mansfeld-Südharz             |
| 15 2031             | Dietersdorf                          | Südharz                         | Mansfeld-Südharz             |
| 15 2032             | Drebsdorf                            | Südharz                         | Mansfeld-Südharz             |
| 15 2039             | Hainrode                             | Südharz                         | Mansfeld-Südharz             |
| 15 2040             | Hayn                                 | Südharz                         | Mansfeld-Südharz             |
| 15 2047             | Kleinleinungen                       | Südharz                         | Mansfeld-Südharz             |
| 15 2060             | Questenberg                          | Südharz                         | Mansfeld-Südharz             |
| 15 2063             | Roßla                                | Südharz                         | Mansfeld-Südharz             |
| 15 2064             | Dittichenrode                        | Südharz                         | Mansfeld-Südharz             |
| 15 2066             | Rottleberode                         | Südharz                         | Mansfeld-Südharz             |
| 15 2068             | Schwenda                             | Südharz                         | Mansfeld-Südharz             |
| 15 2069             | Stolberg                             | Südharz                         | Mansfeld-Südharz             |
| 15 2071             | Uftrungen                            | Südharz                         | Mansfeld-Südharz             |
| 15 2075             | Wickerode                            | Südharz                         | Mansfeld-Südharz             |
| 15 2050             | Martinsrieth                         | Wallhausen                      | Mansfeld-Südharz             |
| 15 2062             | Riethnordhausen                      | Wallhausen                      | Mansfeld-Südharz             |
| 15 2072             | Wallhausen                           | Wallhausen                      | Mansfeld-Südharz             |
| 15 2073             | Hohlstedt                            | Wallhausen                      | Mansfeld-Südharz             |
| 15 2133             | Wimmelburg                           | Wimmelburg                      | Mansfeld-Südharz             |
| 15 2277             | Bad Dürrenberg                       | Bad Dürrenberg, Solestadt       | Saalekreis                   |
| 15 2301             | Nempitz                              | Bad Dürrenberg, Solestadt       | Saalekreis                   |
| 15 2302             | Oebles-Schlechtewitz                 | Bad Dürrenberg, Solestadt       | Saalekreis                   |
| 15 2310             | Tollwitz                             | Bad Dürrenberg, Solestadt       | Saalekreis                   |
| 15 2276             | Delitz am Berge                      | Bad Lauchstädt, Goethestadt     | Saalekreis                   |
| 15 2283             | Großgräfendorf                       | Bad Lauchstädt, Goethestadt     | Saalekreis                   |
| 15 2286             | Klobikau                             | Bad Lauchstädt, Goethestadt     | Saalekreis                   |
| 15 2294             | Bad Lauchstädt                       | Bad Lauchstädt, Goethestadt     | Saalekreis                   |
| 15 2299             | Milzau                               | Bad Lauchstädt, Goethestadt     | Saalekreis                   |
| 15 2307             | Schafstädt                           | Bad Lauchstädt, Goethestadt     | Saalekreis                   |
| 15 2338             | Barnstädt                            | Barnstädt                       | Saalekreis                   |
| 15 2273             | Braunsbedra                          | Braunsbedra, Stadt              | Saalekreis                   |
| 15 2274             | Neumark                              | Braunsbedra, Stadt              | Saalekreis                   |
| 15 2279             | Frankleben                           | Braunsbedra, Stadt              | Saalekreis                   |
| 15 2284             | Großkayna                            | Braunsbedra, Stadt              | Saalekreis                   |
| 15 2293             | Krumpa                               | Braunsbedra, Stadt              | Saalekreis                   |
| 15 2306             | Roßbach                              | Braunsbedra, Stadt              | Saalekreis                   |
| 15 2337             | Alberstedt                           | Farnstädt                       | Saalekreis                   |
| 15 2341             | Farnstädt                            | Farnstädt                       | Saalekreis                   |
| 15 2161             | Dieskau                              | Kabelsketal                     | Saalekreis                   |
| 15 2163             | Dölbau                               | Kabelsketal                     | Saalekreis                   |
| 15 2169             | Gröbers                              | Kabelsketal                     | Saalekreis                   |
| 15 2170             | Großkugel                            | Kabelsketal                     | Saalekreis                   |
| 15 2160             | Braschwitz                           | Landsberg, Stadt                | Saalekreis                   |
| 15 2173             | Hohenthurm                           | Landsberg, Stadt                | Saalekreis                   |
| 15 2179             | Landsberg                            | Landsberg, Stadt                | Saalekreis                   |
| 15 2189             | Niemberg                             | Landsberg, Stadt                | Saalekreis                   |
| 15 2190             | Oppin                                | Landsberg, Stadt                | Saalekreis                   |
| 15 2192             | Peißen                               | Landsberg, Stadt                | Saalekreis                   |
| 15 2195             | Queis                                | Landsberg, Stadt                | Saalekreis                   |
| 15 2196             | Reußen                               | Landsberg, Stadt                | Saalekreis                   |
| 15 2200             | Schwerz                              | Landsberg, Stadt                | Saalekreis                   |
| 15 2202             | Sietzsch                             | Landsberg, Stadt                | Saalekreis                   |
| 15 2203             | Spickendorf                          | Landsberg, Stadt                | Saalekreis                   |
| 15 2280             | Friedensdorf                         | Leuna, Stadt                    | Saalekreis                   |
| 15 2285             | Günthersdorf                         | Leuna, Stadt                    | Saalekreis                   |
| 15 2288             | Kötschlitz                           | Leuna, Stadt                    | Saalekreis                   |
| 15 2290             | Kötzschau                            | Leuna, Stadt                    | Saalekreis                   |
| 15 2292             | Kreypau                              | Leuna, Stadt                    | Saalekreis                   |
| 15 2295             | Leuna                                | Leuna, Stadt                    | Saalekreis                   |
| 15 2304             | Rodden                               | Leuna, Stadt                    | Saalekreis                   |
| 15 2309             | Spergau                              | Leuna, Stadt                    | Saalekreis                   |
| 15 2313             | Zöschen                              | Leuna, Stadt                    | Saalekreis                   |
| 15 2314             | Zweimen                              | Leuna, Stadt                    | Saalekreis                   |
| 15 2315             | Horburg-Maßlau                       | Leuna, Stadt                    | Saalekreis                   |
| 15 2272             | Beuna                                | Merseburg, Stadt                | Saalekreis                   |
| 15 2281             | Geusa                                | Merseburg, Stadt                | Saalekreis                   |
| 15 2297             | Merseburg                            | Merseburg, Stadt                | Saalekreis                   |
| 15 2298             | Meuschau                             | Merseburg, Stadt                | Saalekreis                   |
| 15 2282             | Gröst                                | Mücheln (Geiseltal), Stadt      | Saalekreis                   |
| 15 2300             | Mücheln                              | Mücheln (Geiseltal), Stadt      | Saalekreis                   |
| 15 2312             | Wünsch                               | Mücheln (Geiseltal), Stadt      | Saalekreis                   |
| 15 2345             | Langeneichstädt                      | Mücheln (Geiseltal), Stadt      | Saalekreis                   |
| 15 2352             | Oechlitz                             | Mücheln (Geiseltal), Stadt      | Saalekreis                   |
| 15 2390             | Branderoda                           | Mücheln (Geiseltal), Stadt      | Saalekreis                   |
| 15 2348             | Nemsdorf                             | Nemsdorf-Göhrendorf             | Saalekreis                   |
| 15 2349             | Göhrendorf                           | Nemsdorf-Göhrendorf             | Saalekreis                   |
| 15 2340             | Esperstedt                           | Obhausen                        | Saalekreis                   |
| 15 2350             | Obhausen                             | Obhausen                        | Saalekreis                   |
| 15 2351             | Döcklitz                             | Obhausen                        | Saalekreis                   |
| 15 2158             | Brachstedt                           | Petersberg                      | Saalekreis                   |
| 15 2171             | Gutenberg                            | Petersberg                      | Saalekreis                   |
| 15 2177             | Krosigk                              | Petersberg                      | Saalekreis                   |
| 15 2178             | Kütten                               | Petersberg                      | Saalekreis                   |
| 15 2184             | Mösthinsdorf                         | Petersberg                      | Saalekreis                   |
| 15 2185             | Morl                                 | Petersberg                      | Saalekreis                   |
| 15 2187             | Nehlitz                              | Petersberg                      | Saalekreis                   |
| 15 2191             | Ostrau                               | Petersberg                      | Saalekreis                   |
| 15 2193             | Petersberg                           | Petersberg                      | Saalekreis                   |
| 15 2201             | Sennewitz                            | Petersberg                      | Saalekreis                   |
| 15 2205             | Teicha                               | Petersberg                      | Saalekreis                   |
| 15 2207             | Wallwitz                             | Petersberg                      | Saalekreis                   |
| 15 2342             | Gatterstädt                          | Querfurt, Stadt                 | Saalekreis                   |
| 15 2343             | Grockstädt                           | Querfurt, Stadt                 | Saalekreis                   |
| 15 2346             | Leimbach                             | Querfurt, Stadt                 | Saalekreis                   |
| 15 2347             | Lodersleben                          | Querfurt, Stadt                 | Saalekreis                   |
| 15 2354             | Querfurt                             | Querfurt, Stadt                 | Saalekreis                   |
| 15 2356             | Schmon                               | Querfurt, Stadt                 | Saalekreis                   |
| 15 2357             | Schmon-Ziegelroda                    | Querfurt, Stadt                 | Saalekreis                   |
| 15 2362             | Vitzenburg                           | Querfurt, Stadt                 | Saalekreis                   |
| 15 2363             | Weißenschirmbach                     | Querfurt, Stadt                 | Saalekreis                   |
| 15 2364             | Ziegelroda                           | Querfurt, Stadt                 | Saalekreis                   |
| 15 2365             | Landgrafroda                         | Querfurt, Stadt                 | Saalekreis                   |
| 15 2366             | Landgrafroda-Heygendorf              | Querfurt, Stadt                 | Saalekreis                   |
| 15 2156             | Beesenstedt                          | Salzatal                        | Saalekreis                   |
| 15 2157             | Bennstedt                            | Salzatal                        | Saalekreis                   |
| 15 2167             | Fienstedt                            | Salzatal                        | Saalekreis                   |
| 15 2172             | Höhnstedt                            | Salzatal                        | Saalekreis                   |
| 15 2176             | Kloschwitz                           | Salzatal                        | Saalekreis                   |
| 15 2181             | Lieskau                              | Salzatal                        | Saalekreis                   |
| 15 2198             | Salzmünde                            | Salzatal                        | Saalekreis                   |
| 15 2199             | Schochwitz                           | Salzatal                        | Saalekreis                   |
| 15 2209             | Zappendorf                           | Salzatal                        | Saalekreis                   |
| 15 2164             | Döllnitz                             | Schkopau                        | Saalekreis                   |
| 15 2174             | Hohenweiden                          | Schkopau                        | Saalekreis                   |
| 15 2182             | Lochau                               | Schkopau                        | Saalekreis                   |
| 15 2275             | Burgliebenau                         | Schkopau                        | Saalekreis                   |
| 15 2278             | Ermlitz                              | Schkopau                        | Saalekreis                   |
| 15 2287             | Knapendorf                           | Schkopau                        | Saalekreis                   |
| 15 2291             | Korbetha                             | Schkopau                        | Saalekreis                   |
| 15 2296             | Luppenau                             | Schkopau                        | Saalekreis                   |
| 15 2303             | Raßnitz                              | Schkopau                        | Saalekreis                   |
| 15 2305             | Röglitz                              | Schkopau                        | Saalekreis                   |
| 15 2308             | Schkopau                             | Schkopau                        | Saalekreis                   |
| 15 2311             | Wallendorf                           | Schkopau                        | Saalekreis                   |
| 15 2358             | Schraplau                            | Schraplau, Stadt                | Saalekreis                   |
| 15 2335             | Albersroda                           | Steigra                         | Saalekreis                   |
| 15 2336             | Schnellroda                          | Steigra                         | Saalekreis                   |
| 15 2359             | Steigra                              | Steigra                         | Saalekreis                   |
| 15 2360             | Kalzendorf                           | Steigra                         | Saalekreis                   |
| 15 2361             | Jüdendorf                            | Steigra                         | Saalekreis                   |
| 15 2155             | Angersdorf                           | Teutschenthal                   | Saalekreis                   |
| 15 2175             | Holleben                             | Teutschenthal                   | Saalekreis                   |
| 15 2180             | Langenbogen                          | Teutschenthal                   | Saalekreis                   |
| 15 2204             | Steuden                              | Teutschenthal                   | Saalekreis                   |
| 15 2206             | Teutschenthal                        | Teutschenthal                   | Saalekreis                   |
| 15 2210             | Zscherben                            | Teutschenthal                   | Saalekreis                   |
| 15 2339             | Dornstedt                            | Teutschenthal                   | Saalekreis                   |
| 15 2159             | Brachwitz                            | Wettin-Löbejün, Stadt           | Saalekreis                   |
| 15 2162             | Döblitz                              | Wettin-Löbejün, Stadt           | Saalekreis                   |
| 15 2165             | Dößel                                | Wettin-Löbejün, Stadt           | Saalekreis                   |
| 15 2166             | Domnitz                              | Wettin-Löbejün, Stadt           | Saalekreis                   |
| 15 2168             | Gimritz                              | Wettin-Löbejün, Stadt           | Saalekreis                   |
| 15 2183             | Löbejün                              | Wettin-Löbejün, Stadt           | Saalekreis                   |
| 15 2186             | Nauendorf                            | Wettin-Löbejün, Stadt           | Saalekreis                   |
| 15 2188             | Neutz-Lettewitz                      | Wettin-Löbejün, Stadt           | Saalekreis                   |
| 15 2194             | Plötz                                | Wettin-Löbejün, Stadt           | Saalekreis                   |
| 15 2197             | Rothenburg                           | Wettin-Löbejün, Stadt           | Saalekreis                   |
| 15 2208             | Wettin                               | Wettin-Löbejün, Stadt           | Saalekreis                   |
| 15 1908             | Alsleben                             | Alsleben (Saale), Stadt         | Salzlandkreis                |
| 15 1918             | Gnölbzig                             | Alsleben (Saale), Stadt         | Salzlandkreis                |
| 15 1274             | Aschersleben                         | Aschersleben, Stadt             | Salzlandkreis                |
| 15 1276             | Drohndorf                            | Aschersleben, Stadt             | Salzlandkreis                |
| 15 1282             | Groß Schierstedt                     | Aschersleben, Stadt             | Salzlandkreis                |
| 15 1287             | Klein Schierstedt                    | Aschersleben, Stadt             | Salzlandkreis                |
| 15 1288             | Mehringen                            | Aschersleben, Stadt             | Salzlandkreis                |
| 15 1293             | Schackenthal                         | Aschersleben, Stadt             | Salzlandkreis                |
| 15 1296             | Westdorf                             | Aschersleben, Stadt             | Salzlandkreis                |
| 15 1297             | Wilsleben                            | Aschersleben, Stadt             | Salzlandkreis                |
| 15 1298             | Winningen                            | Aschersleben, Stadt             | Salzlandkreis                |
| 15 1299             | Neu Königsaue                        | Aschersleben, Stadt             | Salzlandkreis                |
| 15 1932             | Schackstedt                          | Aschersleben, Stadt             | Salzlandkreis                |
| 15 1966             | Freckleben                           | Aschersleben, Stadt             | Salzlandkreis                |
| 15 1368             | Barby                                | Barby, Stadt                    | Salzlandkreis                |
| 15 1369             | Zeitz                                | Barby, Stadt                    | Salzlandkreis                |
| 15 1370             | Pömmelte-Barby                       | Barby, Stadt                    | Salzlandkreis                |
| 15 1373             | Breitenhagen                         | Barby, Stadt                    | Salzlandkreis                |
| 15 1374             | Barby-Breitenhagen                   | Barby, Stadt                    | Salzlandkreis                |
| 15 1381             | Glinde                               | Barby, Stadt                    | Salzlandkreis                |
| 15 1383             | Gnadau                               | Barby, Stadt                    | Salzlandkreis                |
| 15 1385             | Groß Rosenburg                       | Barby, Stadt                    | Salzlandkreis                |
| 15 1388             | Lödderitz                            | Barby, Stadt                    | Salzlandkreis                |
| 15 1389             | Breitenhagen-Lödderitz               | Barby, Stadt                    | Salzlandkreis                |
| 15 1393             | Pömmelte                             | Barby, Stadt                    | Salzlandkreis                |
| 15 1400             | Sachsendorf                          | Barby, Stadt                    | Salzlandkreis                |
| 15 1401             | Zuchau-Sachsendorf                   | Barby, Stadt                    | Salzlandkreis                |
| 15 1402             | Groß Rosenburg-Sachsendorf           | Barby, Stadt                    | Salzlandkreis                |
| 15 1411             | Tornitz                              | Barby, Stadt                    | Salzlandkreis                |
| 15 1412             | Barby-Tornitz                        | Barby, Stadt                    | Salzlandkreis                |
| 15 1415             | Wespen                               | Barby, Stadt                    | Salzlandkreis                |
| 15 1416             | Pömmelte-Wespen                      | Barby, Stadt                    | Salzlandkreis                |
| 15 1417             | Barby-Wespen                         | Barby, Stadt                    | Salzlandkreis                |
| 15 1419             | Zuchau                               | Barby, Stadt                    | Salzlandkreis                |
| 15 1907             | Aderstedt                            | Bernburg (Saale), Stadt         | Salzlandkreis                |
| 15 1909             | Baalberge                            | Bernburg (Saale), Stadt         | Salzlandkreis                |
| 15 1912             | Bernburg                             | Bernburg (Saale), Stadt         | Salzlandkreis                |
| 15 1913             | Biendorf                             | Bernburg (Saale), Stadt         | Salzlandkreis                |
| 15 1920             | Gröna                                | Bernburg (Saale), Stadt         | Salzlandkreis                |
| 15 1927             | Peißen                               | Bernburg (Saale), Stadt         | Salzlandkreis                |
| 15 1930             | Poley                                | Bernburg (Saale), Stadt         | Salzlandkreis                |
| 15 1931             | Preußlitz                            | Bernburg (Saale), Stadt         | Salzlandkreis                |
| 15 1937             | Wohlsdorf                            | Bernburg (Saale), Stadt         | Salzlandkreis                |
| 15 1343             | Tarthun                              | Bördeaue                        | Salzlandkreis                |
| 15 1344             | Egeln-Tarthun                        | Bördeaue                        | Salzlandkreis                |
| 15 1345             | Unseburg                             | Bördeaue                        | Salzlandkreis                |
| 15 1323             | Etgersleben                          | Börde-Hakel                     | Salzlandkreis                |
| 15 1324             | Egeln-Etgersleben                    | Börde-Hakel                     | Salzlandkreis                |
| 15 1329             | Hakeborn                             | Börde-Hakel                     | Salzlandkreis                |
| 15 1346             | Westeregeln                          | Börde-Hakel                     | Salzlandkreis                |
| 15 1371             | Biere                                | Bördeland                       | Salzlandkreis                |
| 15 1379             | Eggersdorf                           | Bördeland                       | Salzlandkreis                |
| 15 1380             | Eickendorf                           | Bördeland                       | Salzlandkreis                |
| 15 1384             | Großmühlingen                        | Bördeland                       | Salzlandkreis                |
| 15 1387             | Kleinmühlingen                       | Bördeland                       | Salzlandkreis                |
| 15 1414             | Welsleben                            | Bördeland                       | Salzlandkreis                |
| 15 1418             | Zens                                 | Bördeland                       | Salzlandkreis                |
| 15 1321             | Borne                                | Borne                           | Salzlandkreis                |
| 15 1377             | Calbe                                | Calbe (Saale), Stadt            | Salzlandkreis                |
| 15 1410             | Schwarz                              | Calbe (Saale), Stadt            | Salzlandkreis                |
| 15 1413             | Trabitz                              | Calbe (Saale), Stadt            | Salzlandkreis                |
| 15 1322             | Egeln                                | Egeln, Stadt                    | Salzlandkreis                |
| 15 1281             | Giersleben                           | Giersleben                      | Salzlandkreis                |
| 15 1319             | Amesdorf                             | Güsten, Stadt                   | Salzlandkreis                |
| 15 1328             | Güsten                               | Güsten, Stadt                   | Salzlandkreis                |
| 15 1275             | Cochstedt                            | Hecklingen, Stadt               | Salzlandkreis                |
| 15 1327             | Groß Börnecke                        | Hecklingen, Stadt               | Salzlandkreis                |
| 15 1330             | Hecklingen                           | Hecklingen, Stadt               | Salzlandkreis                |
| 15 1340             | Schneidlingen                        | Hecklingen, Stadt               | Salzlandkreis                |
| 15 1921             | Ilberstedt                           | Ilberstedt                      | Salzlandkreis                |
| 15 1910             | Beesenlaublingen                     | Könnern, Stadt                  | Salzlandkreis                |
| 15 1911             | Belleben                             | Könnern, Stadt                  | Salzlandkreis                |
| 15 1914             | Cörmigk                              | Könnern, Stadt                  | Salzlandkreis                |
| 15 1915             | Edlau                                | Könnern, Stadt                  | Salzlandkreis                |
| 15 1917             | Gerlebogk                            | Könnern, Stadt                  | Salzlandkreis                |
| 15 1919             | Golbitz                              | Könnern, Stadt                  | Salzlandkreis                |
| 15 1922             | Könnern                              | Könnern, Stadt                  | Salzlandkreis                |
| 15 1924             | Lebendorf                            | Könnern, Stadt                  | Salzlandkreis                |
| 15 1933             | Strenznaundorf                       | Könnern, Stadt                  | Salzlandkreis                |
| 15 1934             | Trebnitz                             | Könnern, Stadt                  | Salzlandkreis                |
| 15 1936             | Wiendorf                             | Könnern, Stadt                  | Salzlandkreis                |
| 15 1938             | Zickeritz                            | Könnern, Stadt                  | Salzlandkreis                |
| 15 1940             | Nelben                               | Könnern, Stadt                  | Salzlandkreis                |
| 15 1916             | Gerbitz                              | Nienburg (Saale), Stadt         | Salzlandkreis                |
| 15 1923             | Latdorf                              | Nienburg (Saale), Stadt         | Salzlandkreis                |
| 15 1925             | Neugattersleben                      | Nienburg (Saale), Stadt         | Salzlandkreis                |
| 15 1926             | Nienburg                             | Nienburg (Saale), Stadt         | Salzlandkreis                |
| 15 1929             | Pobzig                               | Nienburg (Saale), Stadt         | Salzlandkreis                |
| 15 1935             | Wedlitz                              | Nienburg (Saale), Stadt         | Salzlandkreis                |
| 15 1928             | Plötzkau                             | Plötzkau                        | Salzlandkreis                |
| 15 1391             | Plötzky                              | Schönebeck (Elbe), Stadt        | Salzlandkreis                |
| 15 1396             | Pretzien                             | Schönebeck (Elbe), Stadt        | Salzlandkreis                |
| 15 1399             | Ranies                               | Schönebeck (Elbe), Stadt        | Salzlandkreis                |
| 15 1403             | Schönebeck                           | Schönebeck (Elbe), Stadt        | Salzlandkreis                |
| 15 1404             | Schönebeck-Salzelmen                 | Schönebeck (Elbe), Stadt        | Salzlandkreis                |
| 15 1405             | Schönebeck-Felgeleben                | Schönebeck (Elbe), Stadt        | Salzlandkreis                |
| 15 1406             | Schönebeck-Frohse                    | Schönebeck (Elbe), Stadt        | Salzlandkreis                |
| 15 1407             | Schönebeck-Grünewalde                | Schönebeck (Elbe), Stadt        | Salzlandkreis                |
| 15 1409             | Eggersdorf-Schönebeck                | Schönebeck (Elbe), Stadt        | Salzlandkreis                |
| 15 1278             | Friedrichsaue                        | Seeland, Stadt                  | Salzlandkreis                |
| 15 1279             | Frose                                | Seeland, Stadt                  | Salzlandkreis                |
| 15 1280             | Gatersleben                          | Seeland, Stadt                  | Salzlandkreis                |
| 15 1286             | Hoym                                 | Seeland, Stadt                  | Salzlandkreis                |
| 15 1290             | Nachterstedt                         | Seeland, Stadt                  | Salzlandkreis                |
| 15 1294             | Schadeleben                          | Seeland, Stadt                  | Salzlandkreis                |
| 15 1320             | Atzendorf                            | Staßfurt, Stadt                 | Salzlandkreis                |
| 15 1325             | Förderstedt                          | Staßfurt, Stadt                 | Salzlandkreis                |
| 15 1331             | Hohenerxleben                        | Staßfurt, Stadt                 | Salzlandkreis                |
| 15 1333             | Löbnitz                              | Staßfurt, Stadt                 | Salzlandkreis                |
| 15 1335             | Staßfurt-Löbnitz                     | Staßfurt, Stadt                 | Salzlandkreis                |
| 15 1336             | Löderburg                            | Staßfurt, Stadt                 | Salzlandkreis                |
| 15 1338             | Neundorf                             | Staßfurt, Stadt                 | Salzlandkreis                |
| 15 1339             | Rathmannsdorf                        | Staßfurt, Stadt                 | Salzlandkreis                |
| 15 1341             | Staßfurt                             | Staßfurt, Stadt                 | Salzlandkreis                |
| 15 1342             | Löderburg-Staßfurt                   | Staßfurt, Stadt                 | Salzlandkreis                |
| 15 1375             | Brumby                               | Staßfurt, Stadt                 | Salzlandkreis                |
| 15 1376             | Calbe-Brumby                         | Staßfurt, Stadt                 | Salzlandkreis                |
| 15 1382             | Glöthe                               | Staßfurt, Stadt                 | Salzlandkreis                |
| 15 1347             | Wolmirsleben                         | Wolmirsleben                    | Salzlandkreis                |
| 15 0142             | Aulosen                              | Aland                           | Stendal                      |
| 15 0201             | Krüden                               | Aland                           | Stendal                      |
| 15 0215             | Pollitz                              | Aland                           | Stendal                      |
| 15 0230             | Wahrenberg                           | Aland                           | Stendal                      |
| 15 0232             | Wanzer                               | Aland                           | Stendal                      |
| 15 0155             | Boock                                | Altmärkische Höhe               | Stendal                      |
| 15 0156             | Bretsch                              | Altmärkische Höhe               | Stendal                      |
| 15 0157             | Drüsedau                             | Altmärkische Höhe               | Stendal                      |
| 15 0158             | Bretsch-Leppin                       | Altmärkische Höhe               | Stendal                      |
| 15 0168             | Gagel                                | Altmärkische Höhe               | Stendal                      |
| 15 0182             | Heiligenfelde                        | Altmärkische Höhe               | Stendal                      |
| 15 0198             | Kossebau                             | Altmärkische Höhe               | Stendal                      |
| 15 0205             | Losse                                | Altmärkische Höhe               | Stendal                      |
| 15 0206             | Lückstedt                            | Altmärkische Höhe               | Stendal                      |
| 15 0207             | Stapel                               | Altmärkische Höhe               | Stendal                      |
| 15 0208             | Wohlenberg                           | Altmärkische Höhe               | Stendal                      |
| 15 0162             | Falkenberg                           | Altmärkische Wische             | Stendal                      |
| 15 0203             | Lichterfelde                         | Altmärkische Wische             | Stendal                      |
| 15 0210             | Neukirchen                           | Altmärkische Wische             | Stendal                      |
| 15 0233             | Wendemark                            | Altmärkische Wische             | Stendal                      |
| 15 0350             | Arneburg                             | Arneburg, Stadt                 | Stendal                      |
| 15 0359             | Beelitz                              | Arneburg, Stadt                 | Stendal                      |
| 15 0236             | Meßdorf                              | Bismark (Altmark), Stadt        | Stendal                      |
| 15 0237             | Späningen                            | Bismark (Altmark), Stadt        | Stendal                      |
| 15 0352             | Badingen                             | Bismark (Altmark), Stadt        | Stendal                      |
| 15 0353             | Klinke                               | Bismark (Altmark), Stadt        | Stendal                      |
| 15 0360             | Dobberkau                            | Bismark (Altmark), Stadt        | Stendal                      |
| 15 0362             | Garlipp                              | Bismark (Altmark), Stadt        | Stendal                      |
| 15 0363             | Grassau                              | Bismark (Altmark), Stadt        | Stendal                      |
| 15 0364             | Grünenwulsch                         | Bismark (Altmark), Stadt        | Stendal                      |
| 15 0373             | Hohenwulsch                          | Bismark (Altmark), Stadt        | Stendal                      |
| 15 0374             | Beesewege                            | Bismark (Altmark), Stadt        | Stendal                      |
| 15 0375             | Hohenwulsch-Poritz                   | Bismark (Altmark), Stadt        | Stendal                      |
| 15 0380             | Käthen                               | Bismark (Altmark), Stadt        | Stendal                      |
| 15 0381             | Kläden                               | Bismark (Altmark), Stadt        | Stendal                      |
| 15 0388             | Querstedt                            | Bismark (Altmark), Stadt        | Stendal                      |
| 15 0389             | Deetz                                | Bismark (Altmark), Stadt        | Stendal                      |
| 15 0393             | Schäplitz                            | Bismark (Altmark), Stadt        | Stendal                      |
| 15 0395             | Schernikau                           | Bismark (Altmark), Stadt        | Stendal                      |
| 15 0396             | Belkau                               | Bismark (Altmark), Stadt        | Stendal                      |
| 15 0398             | Schinne                              | Bismark (Altmark), Stadt        | Stendal                      |
| 15 0400             | Schorstedt                           | Bismark (Altmark), Stadt        | Stendal                      |
| 15 0401             | Grävenitz                            | Bismark (Altmark), Stadt        | Stendal                      |
| 15 0404             | Steinfeld                            | Bismark (Altmark), Stadt        | Stendal                      |
| 15 0523             | Berkau                               | Bismark (Altmark), Stadt        | Stendal                      |
| 15 0524             | Wartenberg                           | Bismark (Altmark), Stadt        | Stendal                      |
| 15 0525             | Bismark                              | Bismark (Altmark), Stadt        | Stendal                      |
| 15 0526             | Arensberg                            | Bismark (Altmark), Stadt        | Stendal                      |
| 15 0527             | Döllnitz                             | Bismark (Altmark), Stadt        | Stendal                      |
| 15 0528             | Poritz                               | Bismark (Altmark), Stadt        | Stendal                      |
| 15 0529             | Büste                                | Bismark (Altmark), Stadt        | Stendal                      |
| 15 0535             | Holzhausen                           | Bismark (Altmark), Stadt        | Stendal                      |
| 15 0542             | Könnigde                             | Bismark (Altmark), Stadt        | Stendal                      |
| 15 0544             | Kremkau                              | Bismark (Altmark), Stadt        | Stendal                      |
| 15 0144             | Baben                                | Eichstedt (Altmark)             | Stendal                      |
| 15 0361             | Eichstedt                            | Eichstedt (Altmark)             | Stendal                      |
| 15 0383             | Lindtorf                             | Eichstedt (Altmark)             | Stendal                      |
| 15 0150             | Bertkow                              | Goldbeck                        | Stendal                      |
| 15 0174             | Goldbeck                             | Goldbeck                        | Stendal                      |
| 15 0371             | Hassel                               | Hassel                          | Stendal                      |
| 15 0392             | Sanne                                | Hassel                          | Stendal                      |
| 15 0261             | Havelberg                            | Havelberg, Hansestadt           | Stendal                      |
| 15 0262             | Toppel                               | Havelberg, Hansestadt           | Stendal                      |
| 15 0264             | Jederitz                             | Havelberg, Hansestadt           | Stendal                      |
| 15 0269             | Kuhlhausen                           | Havelberg, Hansestadt           | Stendal                      |
| 15 0272             | Nitzow                               | Havelberg, Hansestadt           | Stendal                      |
| 15 0278             | Kümmernitz                           | Havelberg, Hansestadt           | Stendal                      |
| 15 0279             | Vehlgast                             | Havelberg, Hansestadt           | Stendal                      |
| 15 0280             | Warnau                               | Havelberg, Hansestadt           | Stendal                      |
| 15 0284             | Garz                                 | Havelberg, Hansestadt           | Stendal                      |
| 15 0137             | Altenzaun                            | Hohenberg-Krusemark             | Stendal                      |
| 15 0183             | Hindenburg                           | Hohenberg-Krusemark             | Stendal                      |
| 15 0184             | Gethlingen                           | Hohenberg-Krusemark             | Stendal                      |
| 15 0186             | Hohenberg-Krusemark                  | Hohenberg-Krusemark             | Stendal                      |
| 15 0187             | Ellingen                             | Hohenberg-Krusemark             | Stendal                      |
| 15 0224             | Schwarzholz                          | Hohenberg-Krusemark             | Stendal                      |
| 15 0188             | Iden                                 | Iden                            | Stendal                      |
| 15 0219             | Sandauerholz                         | Iden                            | Stendal                      |
| 15 0265             | Kamern                               | Kamern                          | Stendal                      |
| 15 0266             | Rehberg                              | Kamern                          | Stendal                      |
| 15 0274             | Schönfeld                            | Kamern                          | Stendal                      |
| 15 0281             | Wulkau                               | Kamern                          | Stendal                      |
| 15 0267             | Klietz                               | Klietz                          | Stendal                      |
| 15 0268             | Scharlibbe                           | Klietz                          | Stendal                      |
| 15 0271             | Neuermark-Lübars                     | Klietz                          | Stendal                      |
| 15 0145             | Ballerstedt                          | Osterburg (Altmark), Hansestadt | Stendal                      |
| 15 0159             | Dobbrun                              | Osterburg (Altmark), Hansestadt | Stendal                      |
| 15 0160             | Düsedau                              | Osterburg (Altmark), Hansestadt | Stendal                      |
| 15 0161             | Erxleben                             | Osterburg (Altmark), Hansestadt | Stendal                      |
| 15 0163             | Flessau                              | Osterburg (Altmark), Hansestadt | Stendal                      |
| 15 0164             | Rönnebeck                            | Osterburg (Altmark), Hansestadt | Stendal                      |
| 15 0165             | Storbeck                             | Osterburg (Altmark), Hansestadt | Stendal                      |
| 15 0166             | Wollenrade                           | Osterburg (Altmark), Hansestadt | Stendal                      |
| 15 0167             | Natterheide                          | Osterburg (Altmark), Hansestadt | Stendal                      |
| 15 0170             | Gladigau                             | Osterburg (Altmark), Hansestadt | Stendal                      |
| 15 0171             | Schmersau                            | Osterburg (Altmark), Hansestadt | Stendal                      |
| 15 0195             | Königsmark                           | Osterburg (Altmark), Hansestadt | Stendal                      |
| 15 0196             | Wolterslage                          | Osterburg (Altmark), Hansestadt | Stendal                      |
| 15 0197             | Rengerslage                          | Osterburg (Altmark), Hansestadt | Stendal                      |
| 15 0199             | Krevese                              | Osterburg (Altmark), Hansestadt | Stendal                      |
| 15 0200             | Dequede                              | Osterburg (Altmark), Hansestadt | Stendal                      |
| 15 0209             | Meseberg                             | Osterburg (Altmark), Hansestadt | Stendal                      |
| 15 0213             | Osterburg                            | Osterburg (Altmark), Hansestadt | Stendal                      |
| 15 0214             | Krumke                               | Osterburg (Altmark), Hansestadt | Stendal                      |
| 15 0217             | Rossau                               | Osterburg (Altmark), Hansestadt | Stendal                      |
| 15 0231             | Walsleben                            | Osterburg (Altmark), Hansestadt | Stendal                      |
| 15 0193             | Klein Schwechten                     | Rochau                          | Stendal                      |
| 15 0194             | Häsewig                              | Rochau                          | Stendal                      |
| 15 0390             | Rochau                               | Rochau                          | Stendal                      |
| 15 0273             | Sandau                               | Sandau (Elbe), Stadt            | Stendal                      |
| 15 0276             | Schollene                            | Schollene                       | Stendal                      |
| 15 0277             | Molkenberg                           | Schollene                       | Stendal                      |
| 15 0263             | Hohengöhren                          | Schönhausen (Elbe)              | Stendal                      |
| 15 0275             | Schönhausen                          | Schönhausen (Elbe)              | Stendal                      |
| 15 0152             | Beuster                              | Seehausen (Altmark), Hansestadt | Stendal                      |
| 15 0169             | Geestgottberg                        | Seehausen (Altmark), Hansestadt | Stendal                      |
| 15 0204             | Losenrade                            | Seehausen (Altmark), Hansestadt | Stendal                      |
| 15 0221             | Schönberg                            | Seehausen (Altmark), Hansestadt | Stendal                      |
| 15 0225             | Seehausen                            | Seehausen (Altmark), Hansestadt | Stendal                      |
| 15 0226             | Behrend                              | Seehausen (Altmark), Hansestadt | Stendal                      |
| 15 0354             | Bindfelde                            | Stendal, Hansestadt             | Stendal                      |
| 15 0355             | Buchholz                             | Stendal, Hansestadt             | Stendal                      |
| 15 0356             | Dahlen                               | Stendal, Hansestadt             | Stendal                      |
| 15 0357             | Dahrenstedt                          | Stendal, Hansestadt             | Stendal                      |
| 15 0358             | Welle                                | Stendal, Hansestadt             | Stendal                      |
| 15 0367             | Groß Schwechten                      | Stendal, Hansestadt             | Stendal                      |
| 15 0368             | Neuendorf am Speck                   | Stendal, Hansestadt             | Stendal                      |
| 15 0369             | Peulingen                            | Stendal, Hansestadt             | Stendal                      |
| 15 0372             | Heeren                               | Stendal, Hansestadt             | Stendal                      |
| 15 0376             | Insel                                | Stendal, Hansestadt             | Stendal                      |
| 15 0377             | Döbbelin                             | Stendal, Hansestadt             | Stendal                      |
| 15 0378             | Tornau                               | Stendal, Hansestadt             | Stendal                      |
| 15 0379             | Jarchau                              | Stendal, Hansestadt             | Stendal                      |
| 15 0385             | Möringen                             | Stendal, Hansestadt             | Stendal                      |
| 15 0386             | Nahrstedt                            | Stendal, Hansestadt             | Stendal                      |
| 15 0402             | Staats                               | Stendal, Hansestadt             | Stendal                      |
| 15 0403             | Staffelde                            | Stendal, Hansestadt             | Stendal                      |
| 15 0405             | Stendal                              | Stendal, Hansestadt             | Stendal                      |
| 15 0406             | Borstel                              | Stendal, Hansestadt             | Stendal                      |
| 15 0409             | Uchtspringe                          | Stendal, Hansestadt             | Stendal                      |
| 15 0410             | Uchtspringe-Deetz                    | Stendal, Hansestadt             | Stendal                      |
| 15 0411             | Uenglingen                           | Stendal, Hansestadt             | Stendal                      |
| 15 0412             | Vinzelberg                           | Stendal, Hansestadt             | Stendal                      |
| 15 0414             | Volgfelde                            | Stendal, Hansestadt             | Stendal                      |
| 15 0416             | Wittenmoor                           | Stendal, Hansestadt             | Stendal                      |
| 15 0418             | Bellingen                            | Tangerhütte, Stadt              | Stendal                      |
| 15 0422             | Birkholz                             | Tangerhütte, Stadt              | Stendal                      |
| 15 0423             | Birkholz-Tangerhütte                 | Tangerhütte, Stadt              | Stendal                      |
| 15 0424             | Bittkau                              | Tangerhütte, Stadt              | Stendal                      |
| 15 0427             | Cobbel                               | Tangerhütte, Stadt              | Stendal                      |
| 15 0428             | Cobbel-Ringfurth                     | Tangerhütte, Stadt              | Stendal                      |
| 15 0429             | Cobbel-Mahlwinkel                    | Tangerhütte, Stadt              | Stendal                      |
| 15 0430             | Demker                               | Tangerhütte, Stadt              | Stendal                      |
| 15 0432             | Grieben                              | Tangerhütte, Stadt              | Stendal                      |
| 15 0434             | Hüselitz                             | Tangerhütte, Stadt              | Stendal                      |
| 15 0437             | Jerchel                              | Tangerhütte, Stadt              | Stendal                      |
| 15 0438             | Kehnert                              | Tangerhütte, Stadt              | Stendal                      |
| 15 0439             | Lüderitz                             | Tangerhütte, Stadt              | Stendal                      |
| 15 0440             | Groß Schwarzlosen                    | Tangerhütte, Stadt              | Stendal                      |
| 15 0441             | Stegelitz                            | Tangerhütte, Stadt              | Stendal                      |
| 15 0445             | Ringfurth                            | Tangerhütte, Stadt              | Stendal                      |
| 15 0446             | Schelldorf                           | Tangerhütte, Stadt              | Stendal                      |
| 15 0447             | Schernebeck                          | Tangerhütte, Stadt              | Stendal                      |
| 15 0449             | Schönwalde                           | Tangerhütte, Stadt              | Stendal                      |
| 15 0453             | Tangerhütte                          | Tangerhütte, Stadt              | Stendal                      |
| 15 0454             | Mahlpfuhl                            | Tangerhütte, Stadt              | Stendal                      |
| 15 0455             | Uchtdorf                             | Tangerhütte, Stadt              | Stendal                      |
| 15 0456             | Uetz                                 | Tangerhütte, Stadt              | Stendal                      |
| 15 0457             | Uetz-Ringfurth                       | Tangerhütte, Stadt              | Stendal                      |
| 15 0458             | Weißewarte                           | Tangerhütte, Stadt              | Stendal                      |
| 15 0460             | Windberge                            | Tangerhütte, Stadt              | Stendal                      |
| 15 0461             | Ottersburg                           | Tangerhütte, Stadt              | Stendal                      |
| 15 0370             | Hämerten                             | Tangermünde, Stadt              | Stendal                      |
| 15 0382             | Langensalzwedel                      | Tangermünde, Stadt              | Stendal                      |
| 15 0384             | Miltern                              | Tangermünde, Stadt              | Stendal                      |
| 15 0407             | Storkau                              | Tangermünde, Stadt              | Stendal                      |
| 15 0408             | Tangermünde                          | Tangermünde, Stadt              | Stendal                      |
| 15 0425             | Bölsdorf                             | Tangermünde, Stadt              | Stendal                      |
| 15 0426             | Buch                                 | Tangermünde, Stadt              | Stendal                      |
| 15 0433             | Grobleben                            | Tangermünde, Stadt              | Stendal                      |
| 15 0146             | Behrendorf                           | Werben (Elbe), Hansestadt       | Stendal                      |
| 15 0147             | Giesenslage                          | Werben (Elbe), Hansestadt       | Stendal                      |
| 15 0148             | Berge                                | Werben (Elbe), Hansestadt       | Stendal                      |
| 15 0234             | Werben                               | Werben (Elbe), Hansestadt       | Stendal                      |
| 15 0260             | Fischbeck                            | Wust-Fischbeck                  | Stendal                      |
| 15 0282             | Wust                                 | Wust-Fischbeck                  | Stendal                      |
| 15 0283             | Sydow                                | Wust-Fischbeck                  | Stendal                      |
| 15 0175             | Gollensdorf                          | Zehrental                       | Stendal                      |
| 15 0176             | Bömenzien                            | Zehrental                       | Stendal                      |
| 15 0177             | Groß Garz                            | Zehrental                       | Stendal                      |
| 15 0178             | Deutsch                              | Zehrental                       | Stendal                      |
| 15 0179             | Lindenberg                           | Zehrental                       | Stendal                      |
| 15 0181             | Groß Garz-Wanzer                     | Zehrental                       | Stendal                      |
| 15 1613             | Annaburg                             | Annaburg, Stadt                 | Wittenberg                   |
| 15 1615             | Axien                                | Annaburg, Stadt                 | Wittenberg                   |
| 15 1616             | Gehmen                               | Annaburg, Stadt                 | Wittenberg                   |
| 15 1618             | Bethau                               | Annaburg, Stadt                 | Wittenberg                   |
| 15 1637             | Labrun                               | Annaburg, Stadt                 | Wittenberg                   |
| 15 1638             | Lebien                               | Annaburg, Stadt                 | Wittenberg                   |
| 15 1644             | Löben                                | Annaburg, Stadt                 | Wittenberg                   |
| 15 1645             | Meuselko                             | Annaburg, Stadt                 | Wittenberg                   |
| 15 1651             | Groß Naundorf                        | Annaburg, Stadt                 | Wittenberg                   |
| 15 1654             | Plossig                              | Annaburg, Stadt                 | Wittenberg                   |
| 15 1655             | Premsendorf                          | Annaburg, Stadt                 | Wittenberg                   |
| 15 1656             | Prettin                              | Annaburg, Stadt                 | Wittenberg                   |
| 15 1657             | Hohndorf                             | Annaburg, Stadt                 | Wittenberg                   |
| 15 1658             | Purzien                              | Annaburg, Stadt                 | Wittenberg                   |
| 15 1565             | Korgau                               | Bad Schmiedeberg, Stadt         | Wittenberg                   |
| 15 1569             | Meuro                                | Bad Schmiedeberg, Stadt         | Wittenberg                   |
| 15 1570             | Ogkeln                               | Bad Schmiedeberg, Stadt         | Wittenberg                   |
| 15 1577             | Pretzsch                             | Bad Schmiedeberg, Stadt         | Wittenberg                   |
| 15 1578             | Priesitz                             | Bad Schmiedeberg, Stadt         | Wittenberg                   |
| 15 1580             | Reinharz                             | Bad Schmiedeberg, Stadt         | Wittenberg                   |
| 15 1582             | Schmiedeberg                         | Bad Schmiedeberg, Stadt         | Wittenberg                   |
| 15 1584             | Schnellin                            | Bad Schmiedeberg, Stadt         | Wittenberg                   |
| 15 1587             | Trebitz                              | Bad Schmiedeberg, Stadt         | Wittenberg                   |
| 15 1715             | Söllichau                            | Bad Schmiedeberg, Stadt         | Wittenberg                   |
| 15 1504             | Bräsen                               | Coswig (Anhalt), Stadt          | Wittenberg                   |
| 15 1506             | Buko                                 | Coswig (Anhalt), Stadt          | Wittenberg                   |
| 15 1507             | Cobbelsdorf                          | Coswig (Anhalt), Stadt          | Wittenberg                   |
| 15 1508             | Coswig                               | Coswig (Anhalt), Stadt          | Wittenberg                   |
| 15 1509             | Düben                                | Coswig (Anhalt), Stadt          | Wittenberg                   |
| 15 1511             | Hundeluft                            | Coswig (Anhalt), Stadt          | Wittenberg                   |
| 15 1512             | Jeber-Bergfrieden                    | Coswig (Anhalt), Stadt          | Wittenberg                   |
| 15 1515             | Buro                                 | Coswig (Anhalt), Stadt          | Wittenberg                   |
| 15 1517             | Klieken                              | Coswig (Anhalt), Stadt          | Wittenberg                   |
| 15 1518             | Köselitz                             | Coswig (Anhalt), Stadt          | Wittenberg                   |
| 15 1519             | Luko                                 | Coswig (Anhalt), Stadt          | Wittenberg                   |
| 15 1520             | Möllensdorf                          | Coswig (Anhalt), Stadt          | Wittenberg                   |
| 15 1522             | Ragösen                              | Coswig (Anhalt), Stadt          | Wittenberg                   |
| 15 1526             | Senst                                | Coswig (Anhalt), Stadt          | Wittenberg                   |
| 15 1527             | Serno                                | Coswig (Anhalt), Stadt          | Wittenberg                   |
| 15 1528             | Stackelitz                           | Coswig (Anhalt), Stadt          | Wittenberg                   |
| 15 1530             | Thießen                              | Coswig (Anhalt), Stadt          | Wittenberg                   |
| 15 1531             | Wörpen                               | Coswig (Anhalt), Stadt          | Wittenberg                   |
| 15 1532             | Zieko                                | Coswig (Anhalt), Stadt          | Wittenberg                   |
| 15 1696             | Gräfenhainichen                      | Gräfenhainichen, Stadt          | Wittenberg                   |
| 15 1697             | Gremmin                              | Gräfenhainichen, Stadt          | Wittenberg                   |
| 15 1701             | Jüdenberg                            | Gräfenhainichen, Stadt          | Wittenberg                   |
| 15 1705             | Möhlau                               | Gräfenhainichen, Stadt          | Wittenberg                   |
| 15 1711             | Schköna                              | Gräfenhainichen, Stadt          | Wittenberg                   |
| 15 1717             | Tornau                               | Gräfenhainichen, Stadt          | Wittenberg                   |
| 15 1721             | Zschornewitz                         | Gräfenhainichen, Stadt          | Wittenberg                   |
| 15 1614             | Arnsdorf                             | Jessen (Elster), Stadt          | Wittenberg                   |
| 15 1617             | Battin                               | Jessen (Elster), Stadt          | Wittenberg                   |
| 15 1619             | Buschkuhnsdorf                       | Jessen (Elster), Stadt          | Wittenberg                   |
| 15 1620             | Düßnitz                              | Jessen (Elster), Stadt          | Wittenberg                   |
| 15 1624             | Gentha                               | Jessen (Elster), Stadt          | Wittenberg                   |
| 15 1625             | Gerbisbach                           | Jessen (Elster), Stadt          | Wittenberg                   |
| 15 1626             | Gorsdorf                             | Jessen (Elster), Stadt          | Wittenberg                   |
| 15 1627             | Hemsendorf                           | Jessen (Elster), Stadt          | Wittenberg                   |
| 15 1628             | Grabo                                | Jessen (Elster), Stadt          | Wittenberg                   |
| 15 1629             | Großkorga                            | Jessen (Elster), Stadt          | Wittenberg                   |
| 15 1630             | Holzdorf                             | Jessen (Elster), Stadt          | Wittenberg                   |
| 15 1631             | Jessen                               | Jessen (Elster), Stadt          | Wittenberg                   |
| 15 1632             | Kleindröben                          | Jessen (Elster), Stadt          | Wittenberg                   |
| 15 1633             | Kleinkorga                           | Jessen (Elster), Stadt          | Wittenberg                   |
| 15 1634             | Klöden                               | Jessen (Elster), Stadt          | Wittenberg                   |
| 15 1635             | Schützberg                           | Jessen (Elster), Stadt          | Wittenberg                   |
| 15 1636             | Kremitz                              | Jessen (Elster), Stadt          | Wittenberg                   |
| 15 1639             | Leipa                                | Jessen (Elster), Stadt          | Wittenberg                   |
| 15 1640             | Linda                                | Jessen (Elster), Stadt          | Wittenberg                   |
| 15 1642             | Lindwerder                           | Jessen (Elster), Stadt          | Wittenberg                   |
| 15 1646             | Mellnitz                             | Jessen (Elster), Stadt          | Wittenberg                   |
| 15 1647             | Mönchenhöfe                          | Jessen (Elster), Stadt          | Wittenberg                   |
| 15 1648             | Morxdorf                             | Jessen (Elster), Stadt          | Wittenberg                   |
| 15 1649             | Mügeln                               | Jessen (Elster), Stadt          | Wittenberg                   |
| 15 1652             | Naundorf                             | Jessen (Elster), Stadt          | Wittenberg                   |
| 15 1653             | Neuerstadt                           | Jessen (Elster), Stadt          | Wittenberg                   |
| 15 1659             | Rade                                 | Jessen (Elster), Stadt          | Wittenberg                   |
| 15 1660             | Reicho                               | Jessen (Elster), Stadt          | Wittenberg                   |
| 15 1661             | Ruhlsdorf                            | Jessen (Elster), Stadt          | Wittenberg                   |
| 15 1662             | Rehain                               | Jessen (Elster), Stadt          | Wittenberg                   |
| 15 1663             | Schöneicho                           | Jessen (Elster), Stadt          | Wittenberg                   |
| 15 1664             | Schweinitz                           | Jessen (Elster), Stadt          | Wittenberg                   |
| 15 1665             | Klossa                               | Jessen (Elster), Stadt          | Wittenberg                   |
| 15 1666             | Seyda                                | Jessen (Elster), Stadt          | Wittenberg                   |
| 15 1667             | Schadewalde                          | Jessen (Elster), Stadt          | Wittenberg                   |
| 15 1668             | Steinsdorf                           | Jessen (Elster), Stadt          | Wittenberg                   |
| 15 1669             | Dixförda                             | Jessen (Elster), Stadt          | Wittenberg                   |
| 15 1553             | Ateritz                              | Kemberg, Stadt                  | Wittenberg                   |
| 15 1556             | Dabrun                               | Kemberg, Stadt                  | Wittenberg                   |
| 15 1558             | Dorna                                | Kemberg, Stadt                  | Wittenberg                   |
| 15 1560             | Eutzsch                              | Kemberg, Stadt                  | Wittenberg                   |
| 15 1561             | Globig                               | Kemberg, Stadt                  | Wittenberg                   |
| 15 1562             | Kemberg                              | Kemberg, Stadt                  | Wittenberg                   |
| 15 1579             | Rackith                              | Kemberg, Stadt                  | Wittenberg                   |
| 15 1588             | Wartenburg                           | Kemberg, Stadt                  | Wittenberg                   |
| 15 1692             | Bergwitz                             | Kemberg, Stadt                  | Wittenberg                   |
| 15 1707             | Radis                                | Kemberg, Stadt                  | Wittenberg                   |
| 15 1710             | Rotta                                | Kemberg, Stadt                  | Wittenberg                   |
| 15 1712             | Schleesen                            | Kemberg, Stadt                  | Wittenberg                   |
| 15 1714             | Selbitz                              | Kemberg, Stadt                  | Wittenberg                   |
| 15 1718             | Uthausen                             | Kemberg, Stadt                  | Wittenberg                   |
| 15 1693             | Brandhorst                           | Oranienbaum-Wörlitz, Stadt      | Wittenberg                   |
| 15 1694             | Gohrau                               | Oranienbaum-Wörlitz, Stadt      | Wittenberg                   |
| 15 1698             | Griesen                              | Oranienbaum-Wörlitz, Stadt      | Wittenberg                   |
| 15 1700             | Horstdorf                            | Oranienbaum-Wörlitz, Stadt      | Wittenberg                   |
| 15 1702             | Kakau                                | Oranienbaum-Wörlitz, Stadt      | Wittenberg                   |
| 15 1706             | Oranienbaum                          | Oranienbaum-Wörlitz, Stadt      | Wittenberg                   |
| 15 1708             | Rehsen                               | Oranienbaum-Wörlitz, Stadt      | Wittenberg                   |
| 15 1709             | Riesigk                              | Oranienbaum-Wörlitz, Stadt      | Wittenberg                   |
| 15 1719             | Vockerode                            | Oranienbaum-Wörlitz, Stadt      | Wittenberg                   |
| 15 1720             | Wörlitz                              | Oranienbaum-Wörlitz, Stadt      | Wittenberg                   |
| 15 1510             | Griebo                               | Wittenberg, Lutherstadt         | Wittenberg                   |
| 15 1554             | Boßdorf                              | Wittenberg, Lutherstadt         | Wittenberg                   |
| 15 1559             | Euper                                | Wittenberg, Lutherstadt         | Wittenberg                   |
| 15 1566             | Kropstädt                            | Wittenberg, Lutherstadt         | Wittenberg                   |
| 15 1567             | Jahmo                                | Wittenberg, Lutherstadt         | Wittenberg                   |
| 15 1571             | Mochau                               | Wittenberg, Lutherstadt         | Wittenberg                   |
| 15 1572             | Thießen                              | Wittenberg, Lutherstadt         | Wittenberg                   |
| 15 1575             | Nudersdorf                           | Wittenberg, Lutherstadt         | Wittenberg                   |
| 15 1576             | Pratau                               | Wittenberg, Lutherstadt         | Wittenberg                   |
| 15 1581             | Reinsdorf                            | Wittenberg, Lutherstadt         | Wittenberg                   |
| 15 1583             | Schmilkendorf                        | Wittenberg, Lutherstadt         | Wittenberg                   |
| 15 1585             | Seegrehna                            | Wittenberg, Lutherstadt         | Wittenberg                   |
| 15 1586             | Straach                              | Wittenberg, Lutherstadt         | Wittenberg                   |
| 15 1589             | Wittenberg                           | Wittenberg, Lutherstadt         | Wittenberg                   |
| 15 1590             | Apollensdorf                         | Wittenberg, Lutherstadt         | Wittenberg                   |
| 15 1555             | Bülzig                               | Zahna-Elster, Stadt             | Wittenberg                   |
| 15 1557             | Dietrichsdorf                        | Zahna-Elster, Stadt             | Wittenberg                   |
| 15 1563             | Klebitz                              | Zahna-Elster, Stadt             | Wittenberg                   |
| 15 1564             | Rahnsdorf                            | Zahna-Elster, Stadt             | Wittenberg                   |
| 15 1568             | Leetza                               | Zahna-Elster, Stadt             | Wittenberg                   |
| 15 1573             | Mühlanger                            | Zahna-Elster, Stadt             | Wittenberg                   |
| 15 1574             | Gallin                               | Zahna-Elster, Stadt             | Wittenberg                   |
| 15 1591             | Zahna                                | Zahna-Elster, Stadt             | Wittenberg                   |
| 15 1592             | Zörnigall                            | Zahna-Elster, Stadt             | Wittenberg                   |
| 15 1621             | Elster                               | Zahna-Elster, Stadt             | Wittenberg                   |
| 15 1622             | Meltendorf                           | Zahna-Elster, Stadt             | Wittenberg                   |
| 15 1623             | Gadegast                             | Zahna-Elster, Stadt             | Wittenberg                   |
| 15 1643             | Listerfehrda                         | Zahna-Elster, Stadt             | Wittenberg                   |
| 15 1671             | Zemnick                              | Zahna-Elster, Stadt             | Wittenberg                   |